# 尼古拉·齐奥塞斯库
（發音：[nikoˈla.e tʃe̯a.uˈʃesku] ⓘ，1918年1月26日—1989年12月25日），罗马尼亚政治人物，1965年至1989年间担任罗马尼亚共产党总书记及罗马尼亚社会主义共和国最高领导人。1933年加入罗马尼亚共产党，其后多次因参加革命斗争和反法西斯活动而被捕入狱。1944年被营救出狱后，历任罗马尼亚共青团中央书记、多布罗加和奥尔特尼亚州委书记、农业部国务秘书、武装部队部副部长和武装部队总政治部主任等职。1952年获中将军衔。1955年当选为党中央政治局委员、中央书记。1965年3月22日当选为罗马尼亚工人党第一书记，同年7月，工人党改名为共产党，齐奥塞斯库任罗共中央总书记。1965年至1989年任罗马尼亚共产党总书记，1967年至1989年间任国务委员会主席，1974年起出任羅馬尼亞總統，為該國首任總統。
齐奥塞斯库当政的第一个十年间，与冷战期间其他华沙公约組織国家不同，罗马尼亚对西欧和美国实行了开放的政策。罗马尼亚前任领导人格奥尔基·乔治乌-德治于1958年成功使苏联军队撤出罗马尼亚。而齐奥塞斯库则继承了前任领导人的策略，与苏联保持距离的同时大力发展国内经济、改善民生。因此在1970年之前，其被認為是溫和開明的共產黨領袖。
然而，自1970年代起，齐奥塞斯库统治下的罗马尼亚逐渐成为东欧集团中斯大林主义最为严重的政權。他的统治中个人崇拜和民族主义泛滥，与西方国家和苏联的关系恶化。齐奥塞斯库政权在1989年罗马尼亚革命中被推翻，齐奥塞斯库夫妇一起被罗马尼亚特别军事法庭以「实施种族灭绝，屠杀六万人」、「危害国家」、「破坏公共财产」、「破坏国民经济」、「在国外银行有超过10亿美元的秘密存款并企图叛逃国外」等5大罪名判处死刑并立即执行。1989年12月25日下午4时，齐奥塞斯库及其夫人被处决。罗马尼亚政府在处决了齐奥塞斯库夫妇后立即宣布廢除死刑。

## 生平

### 早年岁月

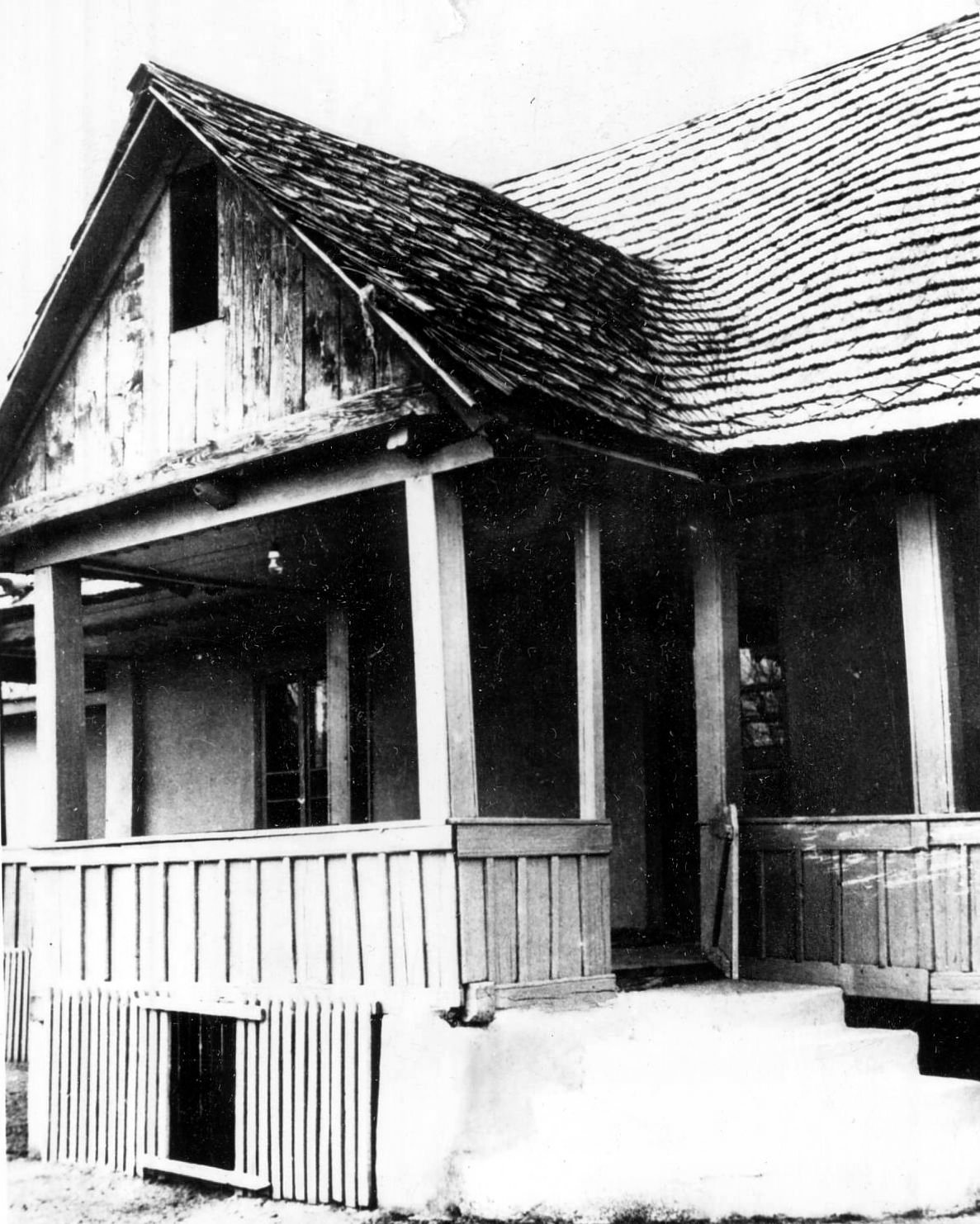
齐奥塞斯库的出生地

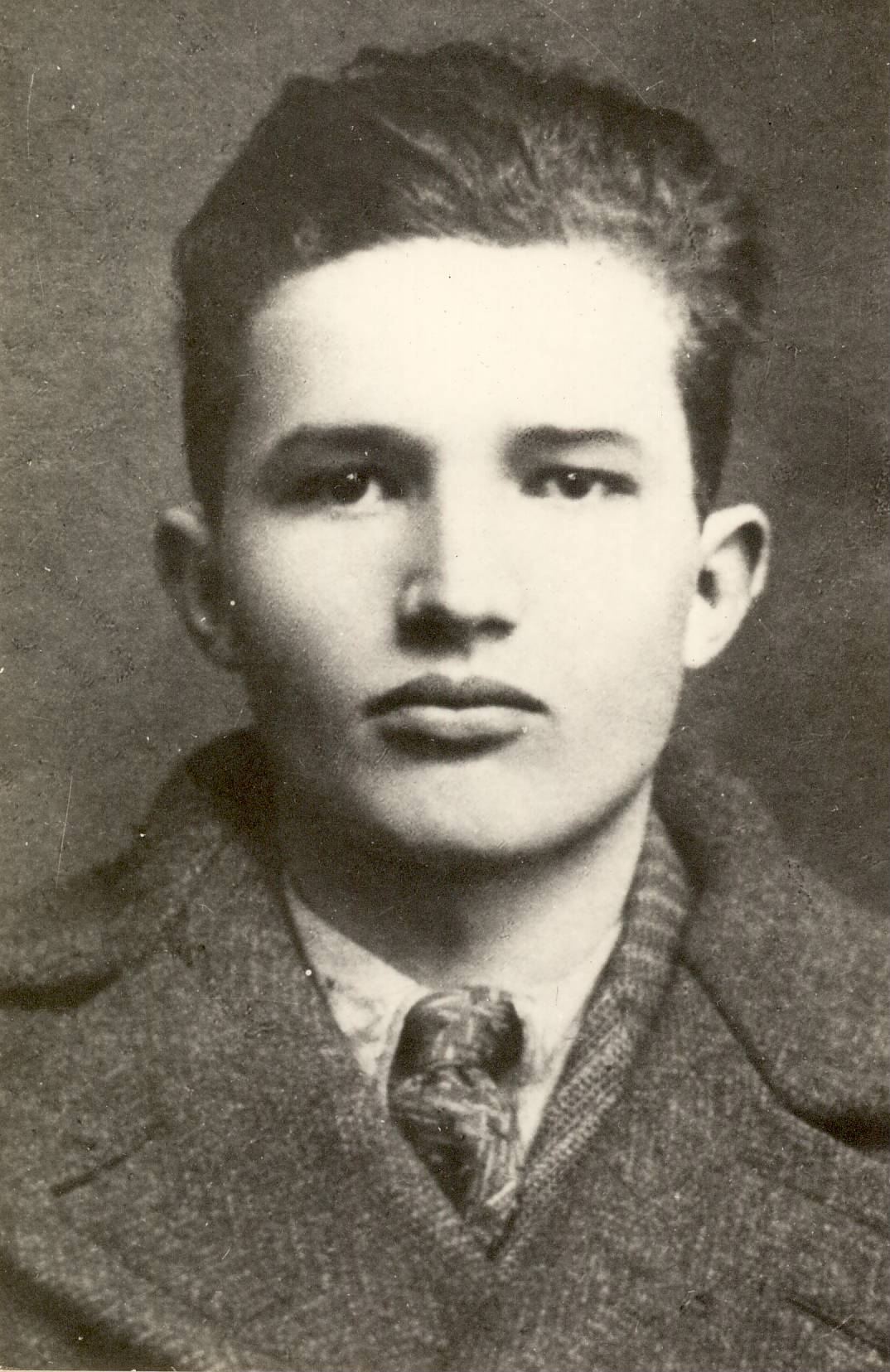
18岁的齐奥塞斯库因为反法西斯活动于1936年被捕，并在多夫塔纳监狱关押了两年。

齐奥塞斯库出生在罗马尼亚奥尔特县斯科爾尼切什蒂村的一个农民家庭，在9位兄弟姐妹中排行第三。他的父亲拥有3公顷（45亩）地和一些羊，還兼职做裁缝养家。在11岁时，齐奥塞斯库搬到布加勒斯特投奔姐姐，成为一名制鞋匠学徒。1932年初参加了当时仍被视作非法的罗马尼亚共产党 ，并在1932年初第一次被捕。1933年罢工，为活动过程中，他再次被捕。1934年三次被捕，其中第一次是收集签名在铁路工人抗议审判，另外两次被捕是其他类似活动。这些逮捕使他在民众中赢得了“危险共产主义的鼓动者”的影响力，在对他的警察记录“共产主义和反法西斯主义的宣传活动传播者”中记载。然后，他转入地下，但因在乌尔米的活动被抓获，1936年6月6日被布拉索夫法院判处监禁两年。1936年又参加监狱反法西斯主义的活动，因藐视法庭罪被追加判刑半年。刑满释放后被指定监视居住一年。在監獄中，他雖然不受其他政治犯歡迎，但他很快就透過獄中的共产黨幹部與羅共高層搭上線。
获得自由后，齐奥塞斯库在1940年认识了身为纺织工人的埃列娜·齐奥塞斯库，并与她在1946年结婚，埃列娜·齐奥塞斯库在未来几年将发挥其在政治生活中日益重要的作用。但不久再次因为阴谋破坏社会秩序罪，被收监入狱，在各家监狱度过了整个战争时期：日拉瓦 (1940)、卡兰塞贝什 (1942)、沃克雷什蒂乡 (1943)、特尔古日乌 (1943)。1943年转监特尔古日乌拘留营，认识了格奥尔基·乔治乌-德治并成为密切的门生，乔治乌-德治组织狱中的党员开展自我批评运动。
1944年，納粹德國败退，蘇联攻入罗马尼亚王國，8月羅馬尼亞發生政變，揚·安東內斯庫的法西斯政權倒台，随后他担任了罗马尼亚共青团书记（1944-1945）。
罗马尼亚工人党在1947年夺取政权後，他领導农业部，然后担任格奥尔基·乔治乌-德治领导下的武装部队副部长。1952年，在工人党的“莫斯科派”领导安娜·波克爾被整肅的幾个月后，乔治乌·德治提升他到罗马尼亚工人党中央委员兼中央组织局委员。1954年4月20日在中央委员会全体会议上当选中央政治局候补委员、中央书记处书记。1955年12月在第二次代表大会上当选中央政治局委员、中央书记处书记，主管组织工作和工会、共青团、妇联等群众团体的工作。1960年6月在第三次代表大会上再次当选为中央政治局委员、中央书记处书记，上升到党内排名第二的位置，仅次于第一书记乔治乌-德治。

### 执政初期
1965年3月，罗马尼亚最高领导人乔治乌·德治病逝以后，时年47岁的齐奥塞斯库当选罗马尼亚工人党的第一书记，成为最高领导人。同年，罗马尼亚通过新宪法，改国名由罗马尼亚人民共和国为罗马尼亚社会主义共和国。他还将罗马尼亚工人党改名为罗马尼亚共产党，齐奥塞斯库当选总书记。上任初期，齐奥塞斯库注意深入群众，体察民情，罗马尼亚全国的城市农村，几乎都留下了他的足迹。在外交方面，由于在前任乔治乌-德治统治期间，苏联军队于1958年撤出罗马尼亚，齐奥塞斯库得以继续保持独立自主，与苏联保持距离:440，与中華人民共和國友好，并曾与毛泽东、周恩来、邓小平、美国总统尼克松见面，并和以色列保持外交关系，谴责苏联在勃列日涅夫统治时期侵略捷克斯洛伐克。
在经济建设上，齐奥塞斯库为了摆脱苏联的控制，逐步对经济体制进行了一些改革。他反复强调“没有经济上的独立，就不会有政治上的独立”、“没有高速度的发展，就不可能生存下去”。因此，罗马尼亚把发展国民经济看作是关系民族存亡的大事，并在努力探索高速发展国民经济的道路。针对经济管理和计划工作中存在的问题。罗共曾采取了一系列改革措施：
一、改革行政区划，加强中央的统一领导，发挥地方的积极性。1968年2月，罗马尼亚把全国16个州和两个直辖市重新划分为39个县（现为41个县）和一个直辖市，取消州和区的建制而建立县，由中央直辖，建立从中央到县、市和乡镇、农村的垂直领导体制，形成中央—县—乡村三级行政体系，提高市和乡的作用并扩大其权限，使中央领导接近基层单位，以便直接贯彻党和国家的决议。
二、建立工业中心，减少工业管理体制中的中心环节。把过去由工业部的高度集中领导和权力过分集中，改为相对分散的领导和权力适当下放，充分发挥了下面的积极性。这样不仅能及时解决问题，而且针对性强，大大提高了工作效率，对罗工业的迅速发展起到了一定的推动作用。
三、取消一长制，扩大社会主义民主，实行集体领导，吸收工人直接参與管理。
四、改进对国民经济的管理和计划，扩大企业自主权。这样激发了工人参与企业管理的积极性，为工人发挥创造精神创造了条件。
五、改革报酬制度，以福利调动职工的积极性。
六、重视国际经济合作和大力发展外贸，广泛对外开放，在坚持独立自主、自力更生的同时，采用多种形式引进外国特別是西方的先进技术和资本。
通过实施上述措施，罗马尼亚的经济发展迅速，国际地位也得以提升。

### 执政中后期
1968年4月，为了建立合法性打击党内元老，齐奥塞斯库通过罗马尼亚共产党中央委员会与内务部长瓦西列·帕蒂利内茨、党组织部长维尔吉尔·特罗芬，为在乔治乌-德治领导期间处决的前总书记斯特凡·福里什和前领导人卢克雷奇·帕特拉什卡努平反，并整肃了亚历山德鲁·德勒吉奇。此后开始轉變实行独裁统治，民众的言論自由和人权被剥夺，他还任命亲戚为政府官员，在反对“资产阶级自由化”上手段狠辣。
齐奥塞斯库提倡種族純潔，主張真正的罗马尼亚人是達契亞人的後裔。为提高罗马尼亚的人口，增强综合国力，自1966年起废除了关于个人可以自由人工流产的法律，实施了禁止堕胎的政策。規定每個家庭強制生育禁止不生小孩，至少生四胎，并规定禁止离婚，使得1967年出生人口加倍，卻沒有政策照顧這些孩子。生在普遍貧窮的罗姆人家庭的孩子最慘，孤兒院中80%是罗姆人，長大後面臨失業。許多婦女不堪負荷打算偷渡到其他國家，但不少人遭到邊境軍隊射殺。當時的羅馬尼亞沒有足夠的醫療資源應付突然暴增的嬰兒，造成新生兒大規模的死亡。僅僅在「新生育政策」實行後的一年內，該國嬰幼兒死亡率就增長了145.6%。
齐奥塞斯库的獨裁政府限制言論自由，施行思想控制。为此在1980年，齐奥塞斯库颁布了《大罗马尼亚打字机法》。根据该法，每一个罗马尼亚的公民、企业、事业、机关、学校等单位，凡拥有打字机必须要得到警方的许可，领取使用执照；要成为打字员也必须照此办理，并且要将所打字的样品同时上报。如果打字机需要修理，其使用者及其打字机都需要更新执照。任何继承打字机的罗马尼亚人，都必须将此上交政府当局，或寻求取得使用它的资格；如果不把打字机的键盘上交警方，即使损坏的打字机也不得私自处理，否则严加处罚。氣象報告的氣溫必須在可以工作的範圍之內。1986年知名作家馬尼亞在作品經過冗長審查後，決定流亡西方。

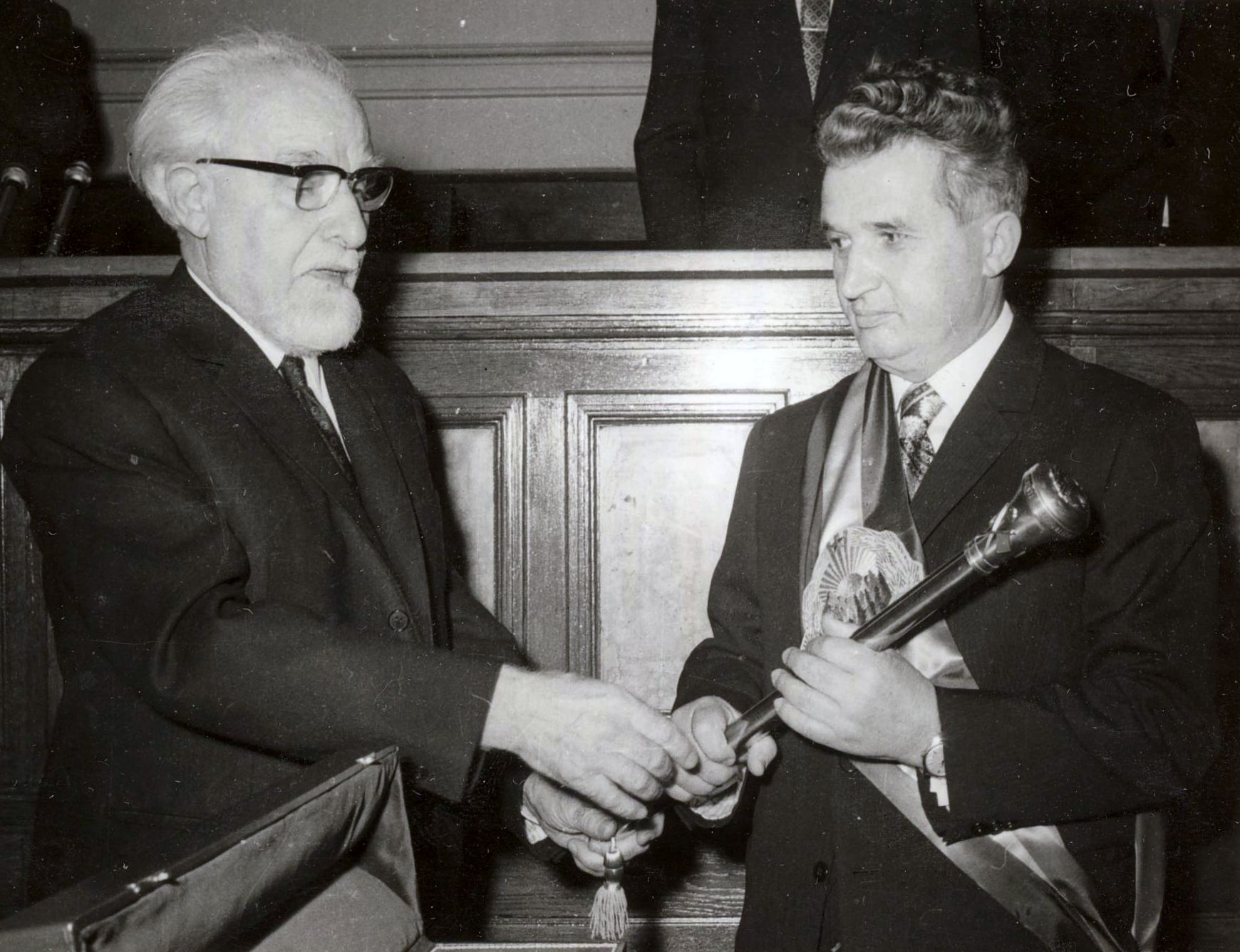
1974年，齐奥塞斯库从罗马尼亚大国民议会主席斯特凡·沃伊捷克接过总统权杖

1970年代起，齐奥塞斯库居功自傲，越来越专横跋扈。1971年，伊利埃斯库（后来成为罗马尼亚总统）在国家发展等“意识形态”问题上，与齐奥塞斯库产生不同意见，后被贬到地方当出版社社长。
1974年，在齐奥塞斯库的策划下，罗马尼亚实行总统制，齐奥塞斯库成为总统，且拥有了直接颁布法律、任免閣員的大权。此后齐奥塞斯库一人兼任了罗马尼亚共产党中央总书记、共和国总统、国防委员会主席、武装部队最高统帅、爱国卫队总司令、经济和社会发展最高委员会主席等党政军最高职务，成为罗马尼亚一切的主宰，甚至连该国一平方米种的玉米数都要由他决定。在1976年，他又接管了意識形態委員會，並出版了多種文集，透過個人崇拜的操作，將自己的地位提昇到「當代馬克思主義重要思想家」的地步，1982年後，馬列相關的著作在羅馬尼亞境內大致消失，僅剩少數的蘇聯官定手冊和教材，書店大多都呈列齐奥塞斯库的著作或講話精選。
在1977年3月4日罗马尼亚发生了大地震，此次地震给了齐奥塞斯库按照自己意愿重建首都的机会。齐奥塞斯库在首都布加勒斯特进行了大规模的拆迁活动，从而造成了大量珍贵的文物古迹的损毁。

### 外交政策
1968年8月15日，齐奥塞斯库和扬·格奥尔基·毛雷尔、埃米尔·波德纳拉希、科尔内留·曼内斯库一同访问捷克斯洛伐克首都布拉格。16日，齐奥塞斯库与捷克斯洛伐克领导人卢德维克·斯沃博达签署协议延长1949年签署的双方友好合作互助协议。:40221日，针对捷克斯洛伐克的“布拉格之春”事件，齐奥塞斯库在共和国宫广场举行的首都居民集会上发表了讲话：
|  | 五个社会主义国家的部队入侵捷克斯洛伐克，这是一个重大错误，是对欧洲和平，对世界社会主义命运的严重威胁。在当今世界上，当各国人民为保卫自己的民族独立，为权利平等而奋起斗争的时候，一个社会主义国家，几个社会主义国家去践踏别国的自由和独立，是不堪设想的。武装干涉一个社会主义兄弟国家事物的念头，是毫无道理的，是不能容许的，哪怕一瞬间也是不能接受的。 |

8月22日，齐奥塞斯库又在大国民议会非常会议上发表讲话：
|  | 在这崇高的讲坛上，我代表罗马尼亚共产党和全体罗马尼亚人民向兄弟的捷克斯洛伐克人民，向捷克斯洛伐克共产党人表示热烈的同情和国际主义的声援。并表示完全相信他们有能力保证捷克斯洛伐克沿着社会主义和共产主义道路向前迈进。 |

齐奥塞斯库早年在反对苏联入侵捷克斯洛伐克的同时也加强了军事准备，并在罗马尼亚全国成立了大规模的民兵组织—“爱国卫队”。此时，齐奥塞斯库坚持独立、反对外来干涉的立场受到全国的拥护，在国际上也得到了一定的赞许和支持。
1969年3月17日，华沙条约成员国在布加勒斯特举行入侵捷克斯洛伐克后第一次高层会见，会议象征性地由杜布切克主持。非官方消息提到苏联试图说服齐奥塞斯库接受在最后的决议中谴责中华人民共和国为近期冲突中的侵略者，但会议最终报告中未涉及中国。同期中华人民共和国总理周恩来访问罗马尼亚，在齐奥塞斯库的坚持下，周恩来放弃在演讲中攻击莫斯科。后参加6月5日至17日在莫斯科召开的1969年共产党和工人党国际会议，会上，齐奥塞斯库表明了在中苏交恶中保持中立的立场。8月2日至3日，美国总统尼克松和基辛格访问罗马尼亚。随后，齐奥塞斯库前往美国首都华盛顿进行访问，期间，基辛格向齐奥塞斯库表达了希望罗马尼亚帮助美国与中华人民共和国建立关系:407-409。
齐奥塞斯库与朝鲜劳动党、朝鲜民主主义人民共和国、特别是该国领袖金日成关系密切，在位期间共四次访朝，分别是在1971年6月、1978年5月、1985年10月、1988年10月。这几次出访也深刻影响到了他的思想、心理和日后的执政生涯。
齐奥塞斯库也与中国共产党、中华人民共和国关系密切，他於1971年6月访问中华人民共和国，中方在之前的1亿美元贷款上追加了7000万美元后，同年10月在第26届联合国大会上罗马尼亚作为联合国大会第2758号决议的提案国，投票赞成中华人民共和国加入联合国 。此后，1978年5月、1982年4月、1985年10月、1988年10月五次率團訪華，並於1985年10月访华时向邓小平授勋。1978年8月，中國共產黨主席、中國國務院總理華國鋒應他的邀請訪問羅馬尼亞。20世纪80年代中苏关系走向复苏期间，齐奥塞斯库一直承担了中苏两国之间中间人的角色。
1984年，罗马尼亚还参加了由美国等西方集團主办的洛杉矶奥运会，该届奥运会遭到了以苏联为首的东方集团以及朝鲜、古巴、越南等18国的抵制，而罗马尼亚成为当年参加奥运会的七个社会主义国家之一（其它分别为：中国、南斯拉夫、索马里、贝宁、刚果、莫桑比克）。
1989年东欧剧变期间，波兰统一工人党失去对议会的控制，8月团结工会领导人塔德乌什·马佐维耶茨基组阁时，齐奥塞斯库曾以罗马尼亚共产党的名义向波兰统一工人党、苏联共产党和华沙条约组织各党中央写信，反而是建议动用武力进行干预，却遭到戈尔巴乔夫的无视。

### 走向覆亡

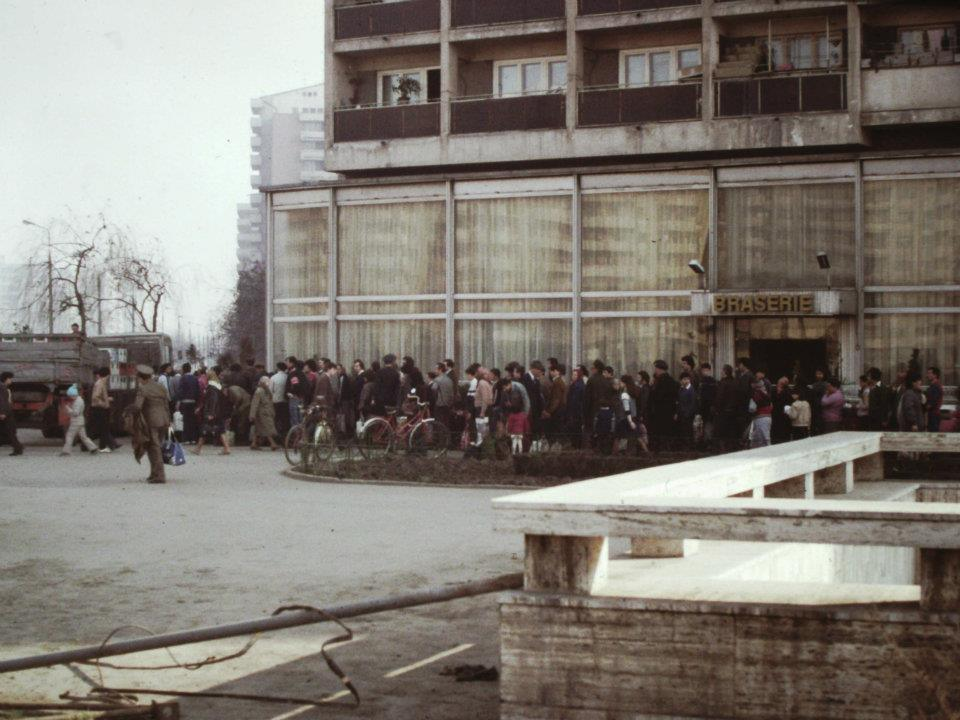
1986年的布加勒斯特街头，可以看到民众排队等候购买食用油，这说明了当时的罗马尼亚的经济水平较低。

尽管在外交上齐奥塞斯库有许多成就，但是他在经济上的腐败无能使得罗马尼亚出现危机；且齐奥塞斯库居住於豪華的宮殿式建築中，過著奢侈的生活，而與人民的一般生活脫節。此外齐奥塞斯库還以秘密警察監視人民生活。
面对齐奥塞斯库的独裁统治，连一些党内的部下都无法忍受，不得不站出来说话。1989年3月，罗马尼亚共产党六大元老——康斯坦丁·珀尔伏列斯库、格奥尔基·阿波斯托尔、亚历山德鲁·伯尔勒迪亚努、科尔内留·曼内斯库、西尔维乌·布鲁坎、格雷戈里·扬·勒强努通过自由欧洲电台联名发表一封给齐奥塞斯库的公开信，批评齐奥塞斯库的现行政策。此举引起国内外强烈反响。此信在罗马尼亚家喻户晓，罗马尼亚普通百姓对此信给予称赞，认为这封信说出了他们的心里话。
1989年，许多东欧的前社会主义国家相继发生政权更迭，苏联的民主化进程也已经起步。与此相对照，齐奥塞斯库领导下的罗马尼亚却没有任何反应，甚至还加强了全面控制。同年12月，出于对齐奥塞斯库统治的不满，罗马尼亚西部边境重镇蒂米什瓦拉发生了骚乱。17日，在齐奥塞斯库的指挥下，罗马尼亚军警在市内开枪，逮捕了一些闹事者，一度将骚乱平息。但蒂米什瓦拉事件被当时世界各国媒体报道成“忠于齐奥塞斯库的罗马尼亚保安部队在蒂米什瓦拉实施大屠杀，几千人丧生，上万人被捕或失踪”。18日，齐奥塞斯库照常前往伊朗进行为期三天的国事访问，并向伊朗总统拉夫桑贾尼宣称：“我们的形势是稳定的”。这是齐奥塞斯库最后一次对外国事访问。但是，齐奥塞斯库在回国后蒂米什瓦拉的骚乱并未平息，自由欧洲电台对蒂米什瓦拉大屠杀血流成河的报道激怒了罗马尼亚人，局势一发不可收，引发了全国性的骚乱，很快发展到罗马尼亚军队倒戈军事进攻保安部队。从15日蒂米什瓦拉发生动乱到25日齐奥塞斯库被处死，罗马尼亚10天内天翻地覆。21日，他决定在罗马尼亚首都布加勒斯特举行群众集会，号召人民支持他在蒂米什瓦拉的镇压行动。该日中午12时，布加勒斯特中央广场10万人举行集会。齐奥塞斯库及其夫人在中央大厦的阳台上出现，并进行演讲，试图引导人们站在他的角度上谴责蒂米什瓦拉事件是“闹事”。就在演讲过程中后排有人点燃爆竹（当事者被警察枪杀），造成现场混乱，集會的部分人群開始吶喊「蒂米什瓦拉」，突然有人在广场角落高呼：“打倒齐奥塞斯库！”同时进行的电视转播随即中断，齐奥塞斯库的右手在半空中停止。他的妻子對群眾訓斥安靜，卻徒勞無功；齐奥塞斯库的演講越來越虛弱，廣場群眾越來越浮躁，在群眾發現他的聲音開始顫抖時，眾人開始怒吼。此后，“打倒杀人犯”的口号声和嘈杂声在广场散开，局势逐渐失控。头戴钢盔的武装警察将四周的街道包围，军官向人群喊话，命令他们散去。罗马尼亚国防部长米列亚亲自指挥，并下令“不准向人群开枪”。但布加勒斯特市长却到前线传达最高统帅的命令：“可以开枪，朝天开枪，先警告，如果不成，向腿部开枪！”米列亚最终无法承受压力而自杀，震动朝野。

### 審判處決
22日上午10时，原本支持齐奥塞斯库的军队开始倒戈，罗马尼亚军队从首都布加勒斯特市中心撤出，而鎮暴警察无法阻挡游行队伍的冲击。此后，示威群众向齐奥塞斯库所在的党中央大厦汇集，并进行冲击，一些人将大厦窗户打破，并将齐奥塞斯库画像扔出。齐奥塞斯库看到情况不妙，调来直升飞机逃往布加勒斯特北郊，結果被罗马尼亚救国阵线逮捕，下午3点30分被逮捕并关押于一处军事设施内，直到审判。他和妻子埃列娜·齐奥塞斯库被控五项罪名成立：
1. 大量屠杀人民，牺牲者超过6万名；
2. 利用秘密警察来对付人民和国家，损害了国家力量，构成了破坏政权罪；
3. 在各个城市制造爆炸事件，破坏建筑物和公共财产，构成破坏公共财产罪；
4. 把国家经济搞得一团糟，构成损坏国民经济罪；
5. 在国外银行存款超过10亿美元，并企图利用这笔款外逃。（此罪名後來經調查證明為子虛烏有，详见“身后与评价”一章）

齐奥塞斯库政權的四名高官在1990年受審時，對於屠殺689人認罪。其他來源估計屠殺死亡人數約數百人。
1989年12月25日，齐奥塞斯库夫妇在罗马尼亚南部登博维察县特尔戈维什泰兵营厕所前一块空地上被处决。行刑队由三人組成：為昔日保護齐奥塞斯库的護衛隊64團傘兵團，包括隊長艾内尔·博耶鲁，軍士長乔金·屋大维和多林-玛丽安·西兰。一種說法是齐奥塞斯库唱起了《国际歌》，還指責行刑者乃可惡的叛徒，但被其夫人埃列娜打斷，“他們要把我們像狗一樣射殺！”埃列娜最後的遺言是“我不信！羅馬尼亞還有死刑嗎？”另一說法是临刑前齐奥塞斯库高呼：“自由和独立的罗马尼亚万岁！”其夫人埃列娜则唱起了《国际歌》。在行刑队指挥官赶到之前，士兵已经开枪，齐奥塞斯库中弹倒地，后脑勺撞在厕所的墙上，死后仍睁着双眼。其夫人头部中弹，脑浆外溢，鲜血不断外流，其所有财产也被没收。審訊及槍決過程的影片很快在法國及其他歐洲國家流傳，羅馬尼亞的電視台也曾播出。至此，长达25年的齐奥塞斯库政府宣告倒台，罗马尼亚共产党也随之消亡。

## 身后与评价

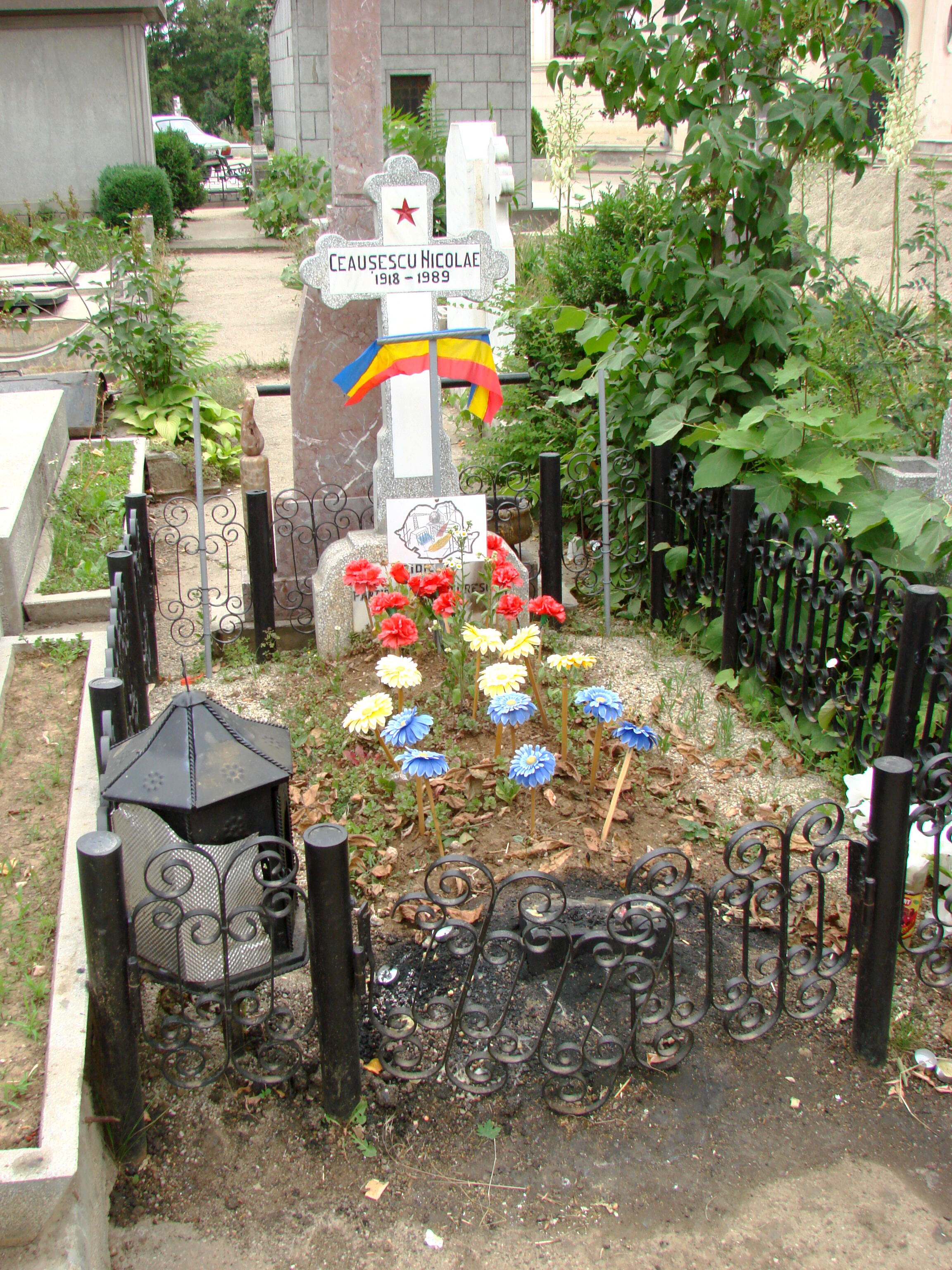
齐奥塞斯库墓地

穆罕默德-礼萨·巴列维自从在1966年与齐奥塞斯库会面以来，就与之建立了友谊关系。1974年，巴列维送予了齐奥塞斯库一辆Paykan汽车。巴列维评价齐奥塞斯库具有“不妥协的爱国主义精神和强烈的独立意志”。
齐奥塞斯库夫妇被处决5天后，二人尸体被秘密埋葬在根恰公墓。此后，罗马尼亚官方一直未确认二人的墓地所在，而其家属也因此对所谓墓地拒不承认。2008年，布加勒斯特上诉法院终审决定，要求罗马尼亚国防部出示齐奥塞斯库夫妇被埋在根恰公墓的证据。经过多年的法庭之争，齐奥塞斯库夫妇的家属终于获得根恰公墓有关墓地的所有权，这为开棺验尸扫清了障碍。在齐奥塞斯库夫妇唯一在世的長子瓦伦丁·齐奥塞斯库及女婿奥普雷安的要求下，罗马尼亚国家法医学院于2010年7月21日开启了二人墓穴并进行开棺验尸。后经DNA检测，根恰公墓中的尸体确認是齐奥塞斯库夫妇的尸体。
2008年10月14日，罗马尼亚议会参众两院举行联席会议，以97票赞成、13票反对和58票弃权，通过了关于齐奥塞斯库国外存款的调查报告。调查委员会主席萨宾·库塔什指出该委员会在成立的两年内进行了大量调查取证，结果“所有调查证人无一例外地都认为齐奥塞斯库在国外没有存款”。究其原因，齐奥塞斯库当时对自己在国内的领导地位非常有信心，故而没有在国外存巨款的理由。罗马尼亚保守党议员德拉戈什·杜米特鲁在议会发言中指出，齐奥塞斯库是一个“诚实的人”，与当今那些逍遥法外的“硕鼠”们相比，齐奥塞斯库不知要“诚实”多少倍。據美聯社報導，兩人的墳墓上長滿野草。。

## 著作
- 《齐奥塞斯库选集1965-1968》，中文版1979人民出版社
- 《齐奥塞斯库选集1969-1973》，中文版1980人民出版社
- 《齐奥塞斯库选集1974-1980》，中文版1981人民出版社
- 《齐奥塞斯库选集1981-1983》，中文版1984人民出版社
- 《齐奥塞斯库选集1984-1986》，中文版1987人民出版社

## 逸聞
齐奥塞斯库曾授予他飼養的黑色拉布拉多犬“考布”陸軍上校軍階。
齐奥塞斯库用伪造外国皇室贺电的方法来使自己“皇室化”，试图向罗马尼亚人证明，是他保持了从图拉真皇帝、弗拉德·德拉库拉、斯特凡大公、勇敢的米哈依直至卡罗尔一世国王的罗马尼亚神圣王权的延续性。1989年年初，新华社驻罗记者在罗共维尔恰县委和县政府大楼里看到一幅又大又长的油画，上面画有齐奥塞斯库和罗马尼亚历代王公的肖像，按年代排列，齐奥塞斯库排在第9位，但十分突出。在场的外国新闻官员用讥讽的口吻嘲笑说“看哪，齐奥塞斯库当上了罗马尼亚的国王！”
齐奥塞斯库曾经被称为：“人类的星辰、喀尔巴阡山的天才、思想的多瑙河、工人阶级的英雄、最杰出的无以伦比的战略家、举世尊敬的伟大领袖和政治活动家、抵抗所有敌人的罗马尼亚捍卫者、掌握国家面临所有问题答案的领导人、民族英雄中的伟大英雄、当代世界的杰出人物和光辉战士、杰出的马列主义领袖。”

## 图集

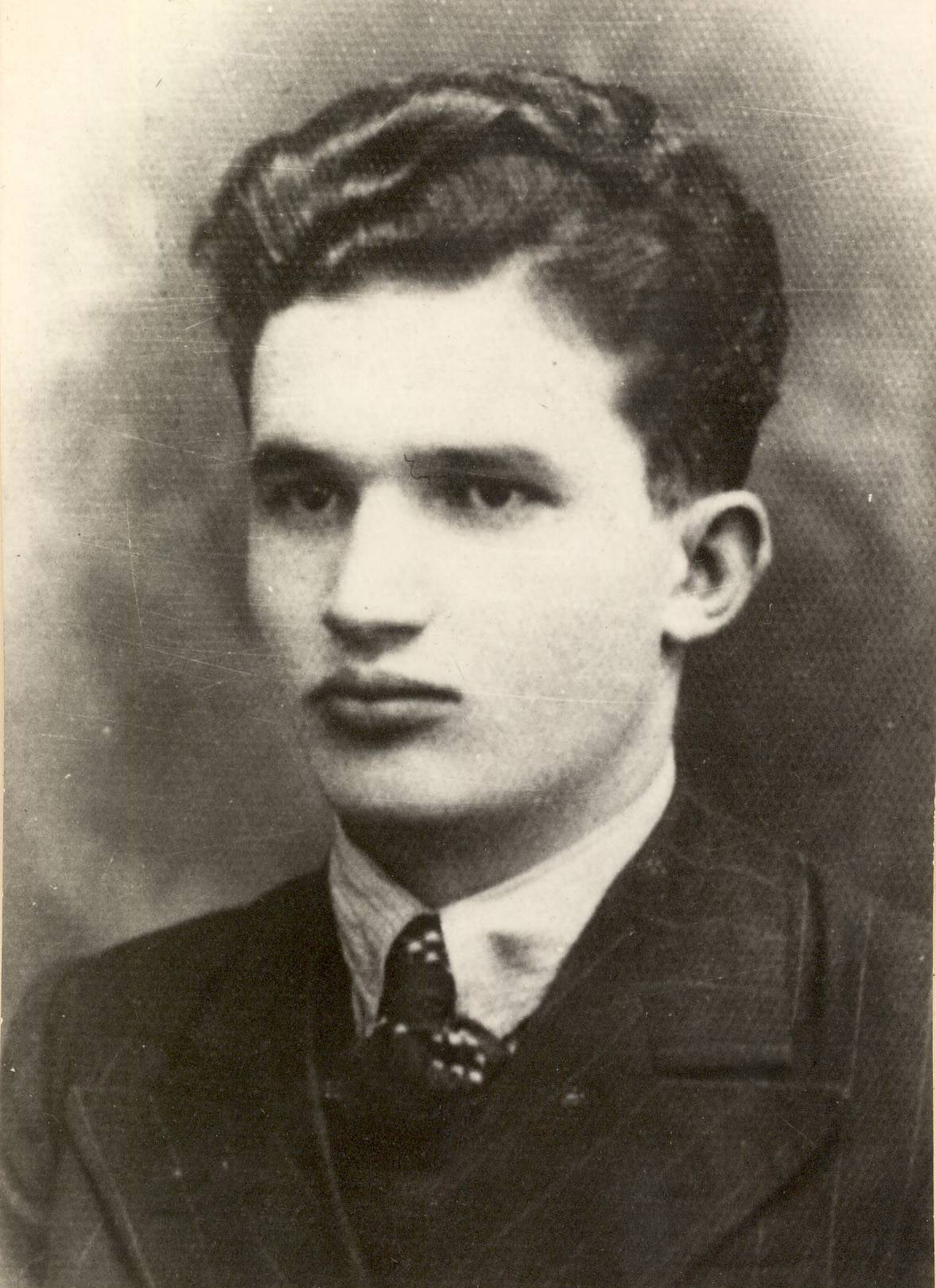
青年時期肖像（1939年）
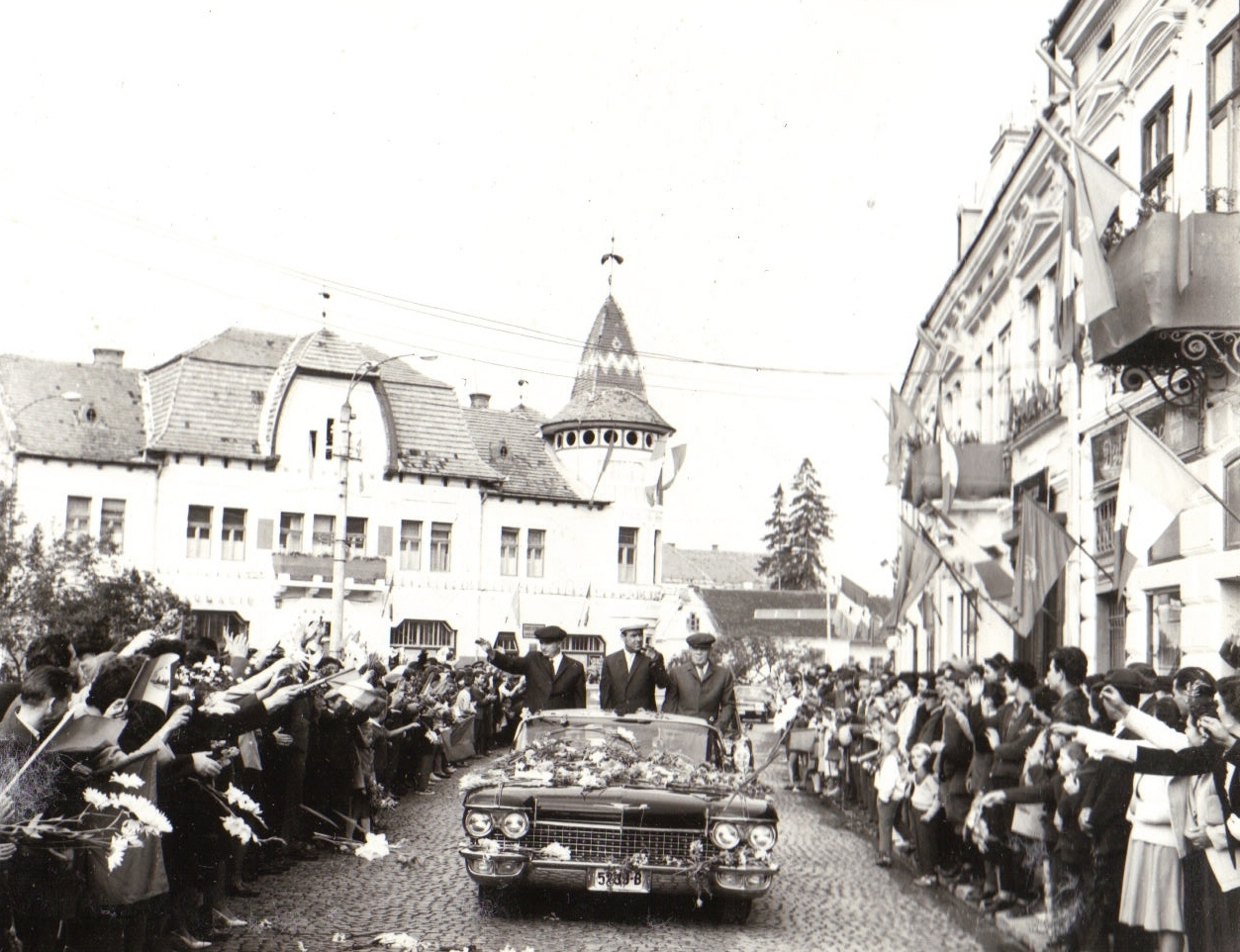
访问格奧爾蓋尼（1966年）
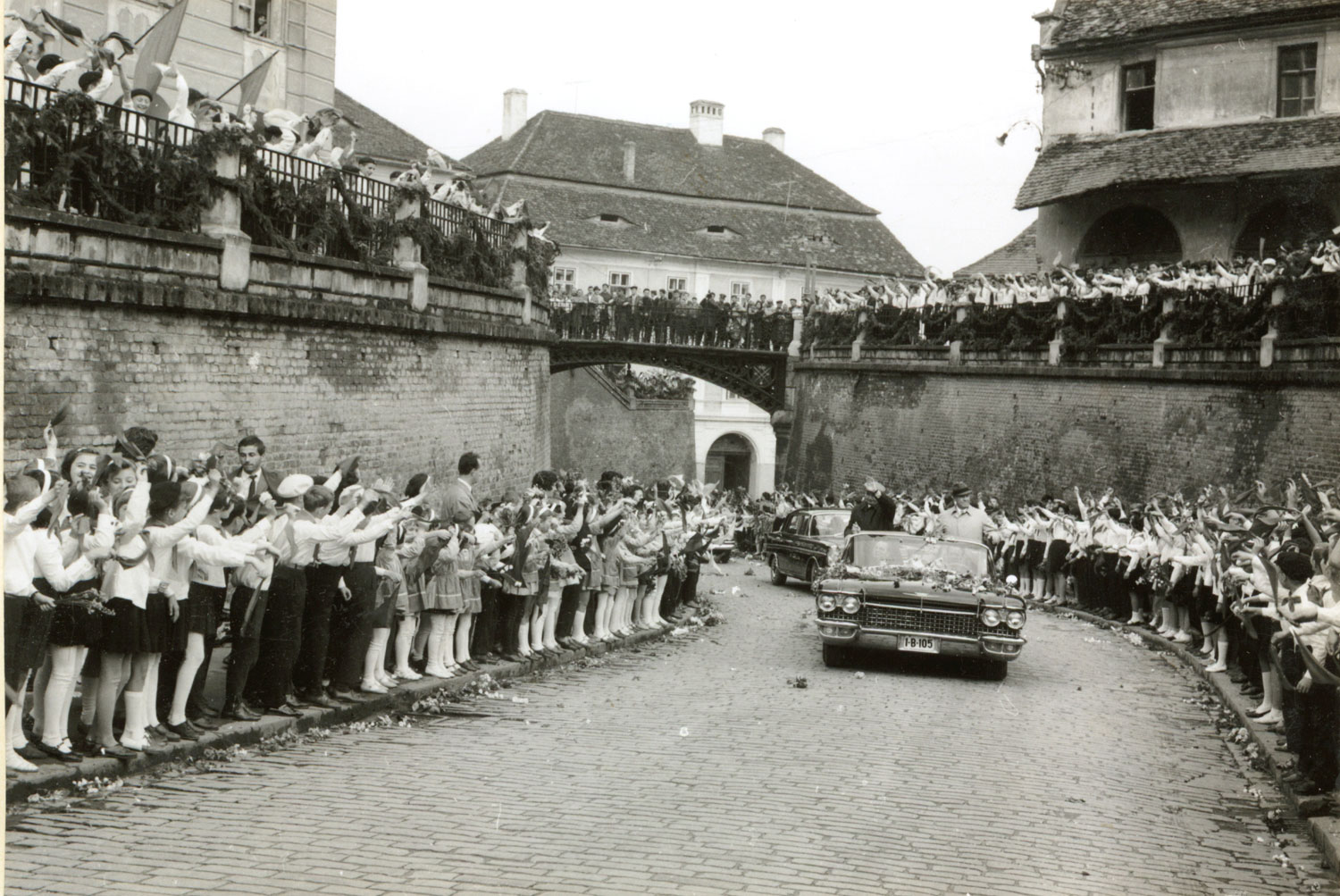
访问锡比乌（1967年）
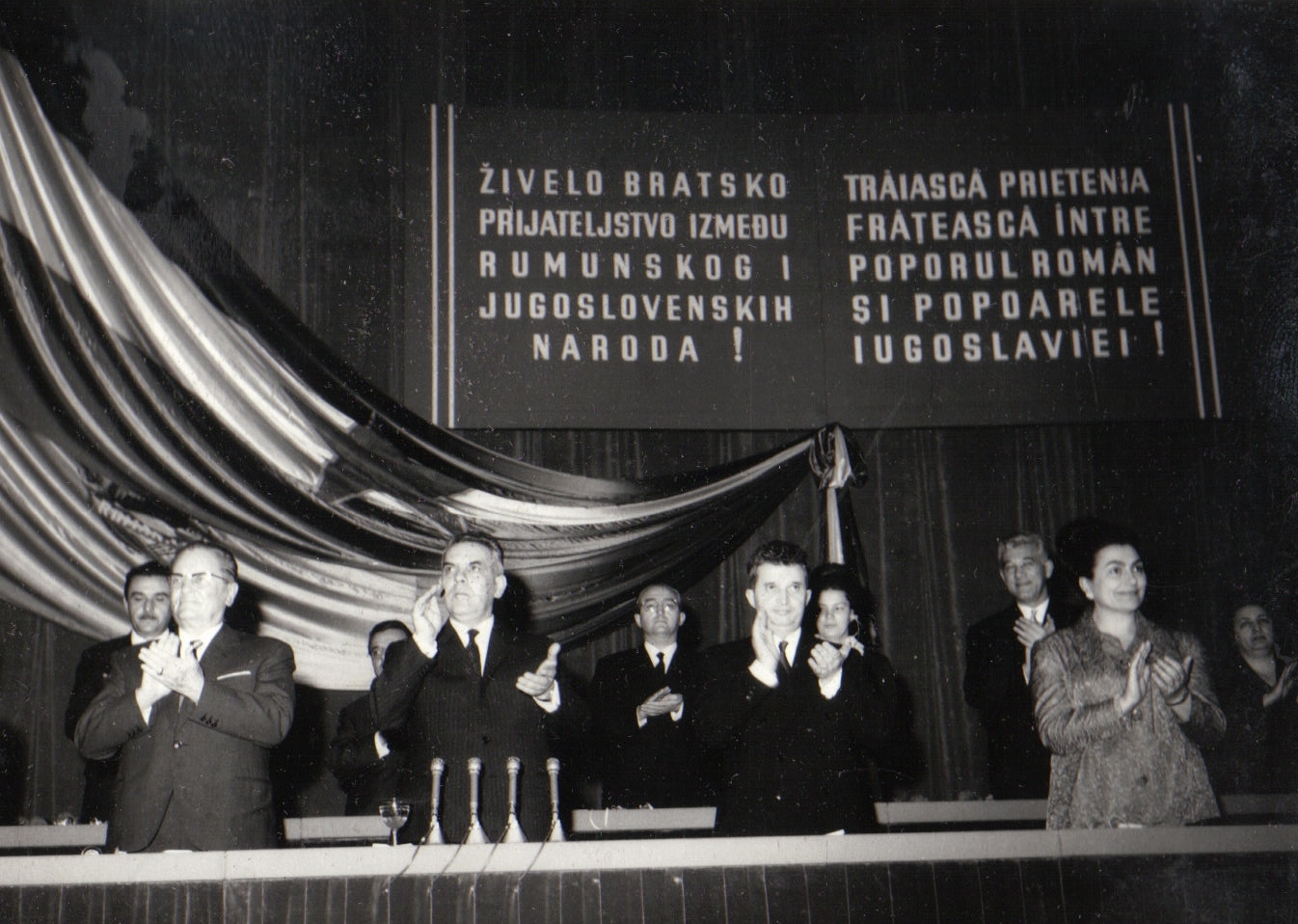
齐奥塞斯库与南斯拉夫总统铁托在布加勒斯特
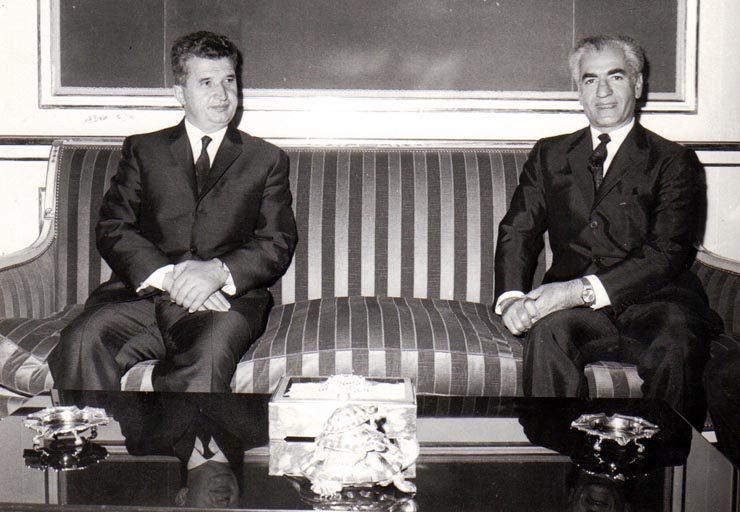
齐奥塞斯库与伊朗沙阿穆罕默德-礼萨·巴列维在萨阿德·奥包德宫殿群（1969年）
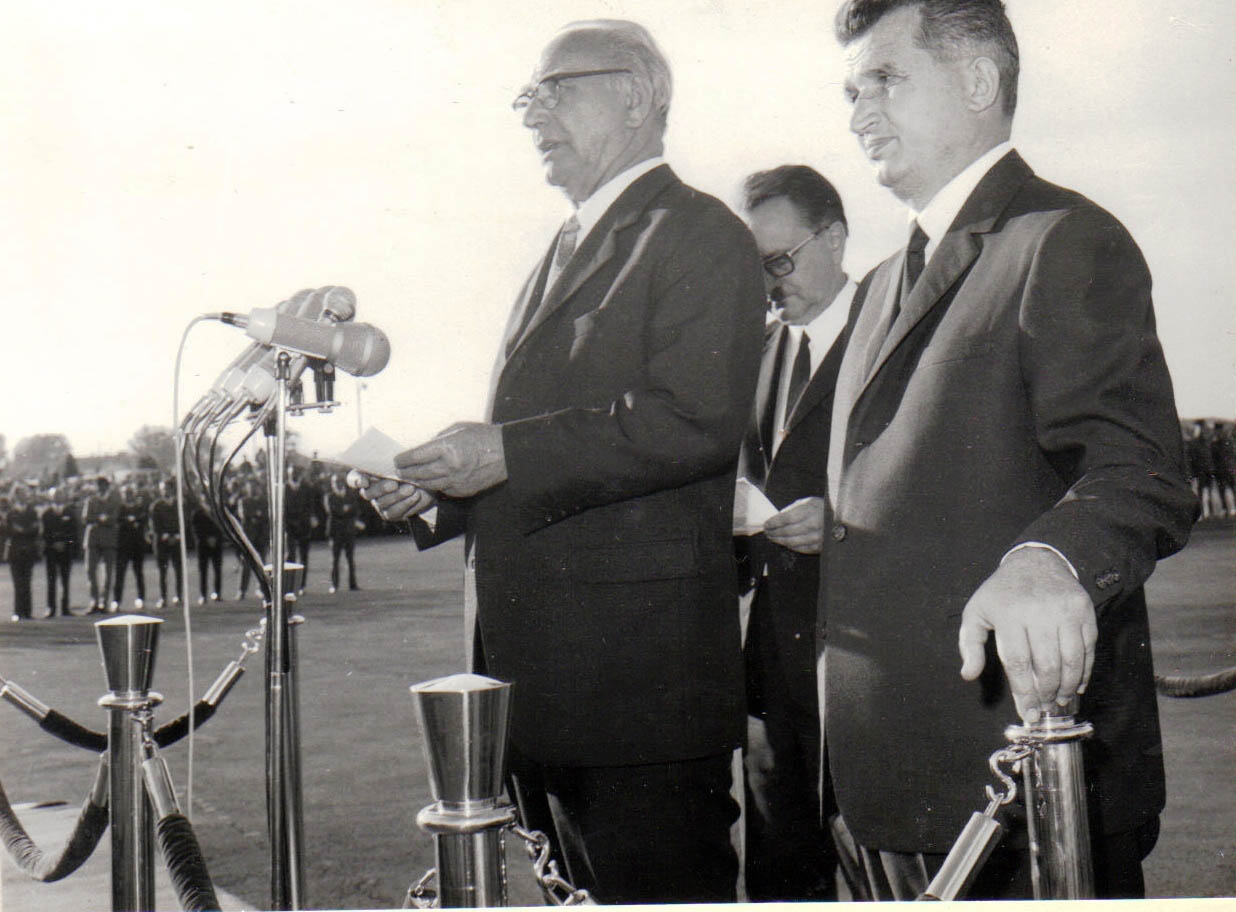
奥地利总统法兰兹·尤纳斯访问罗马尼亚（1969年）
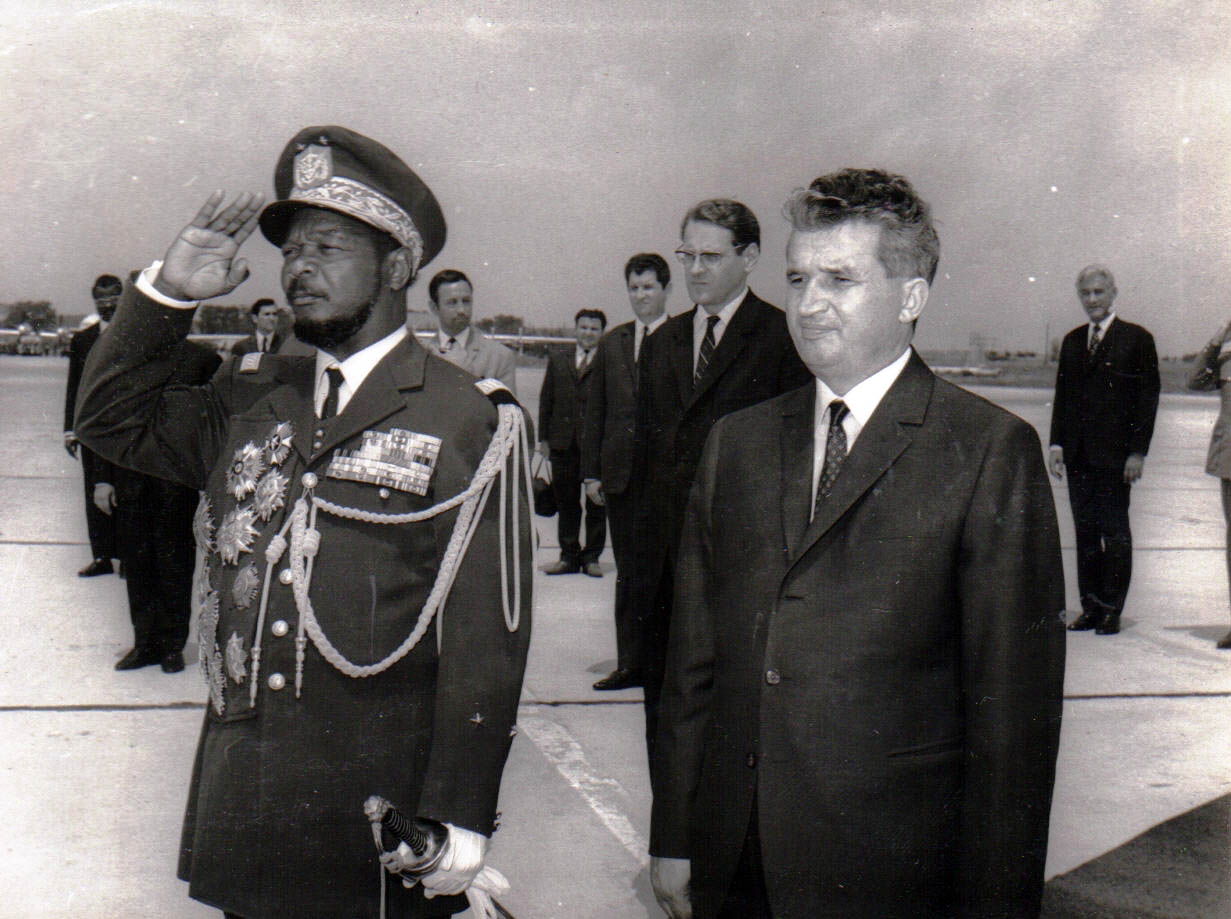
中非总统博卡萨与齐奥塞斯库（1970年）
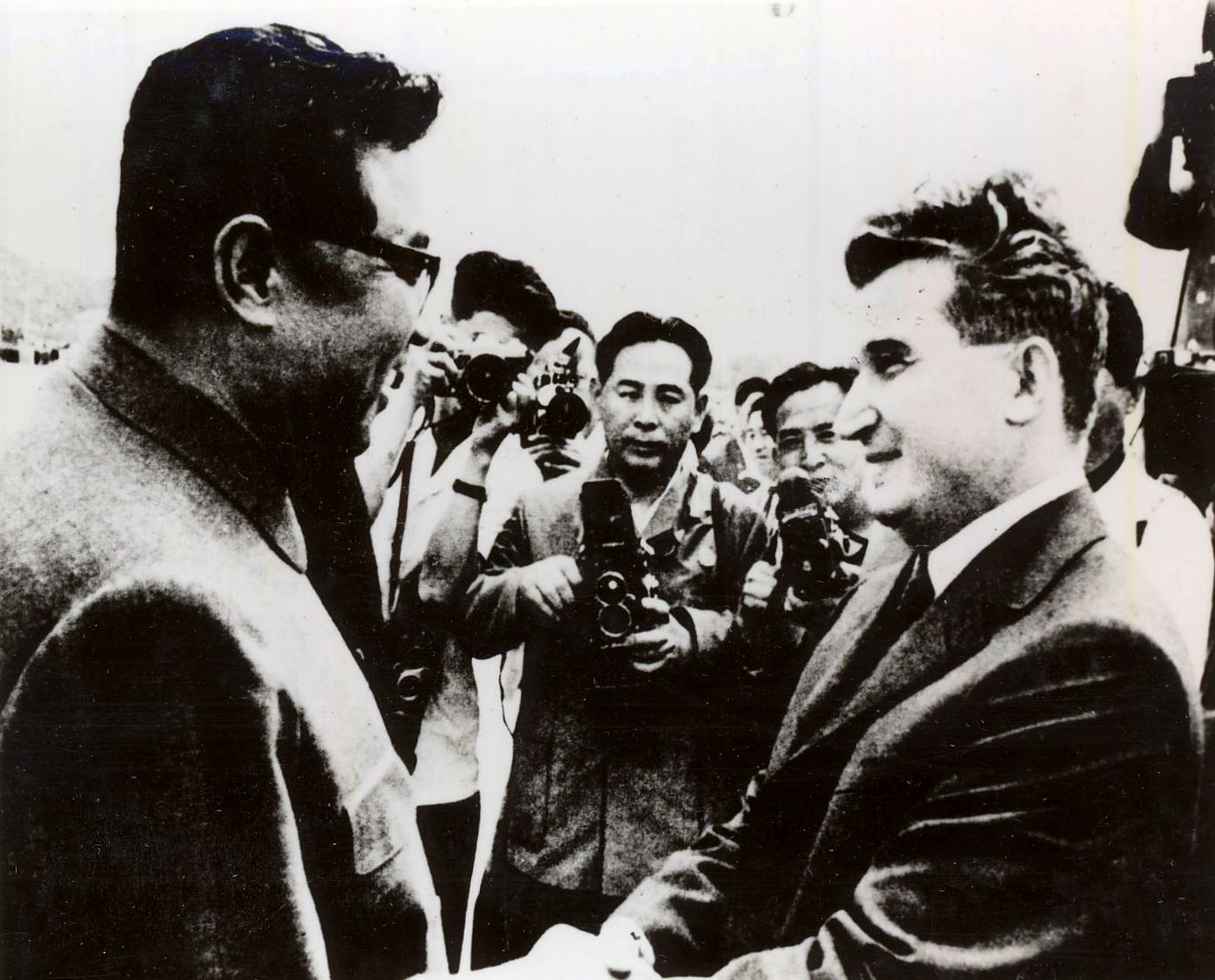
齐奥塞斯库访问朝鲜时与朝鲜劳动党总书记金日成（1971年）
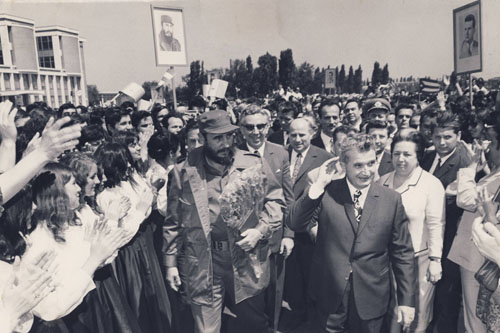
古巴共产党第一书记菲德尔·卡斯特罗访问罗马尼亚（1972年）
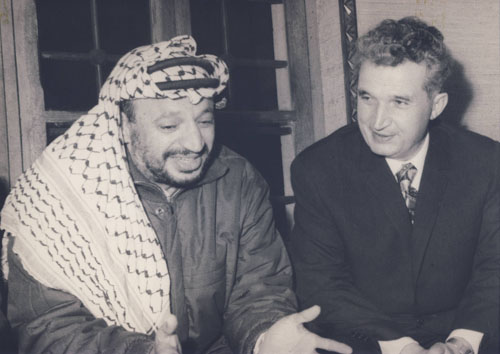
阿拉法特访问罗马尼亚（1974年）
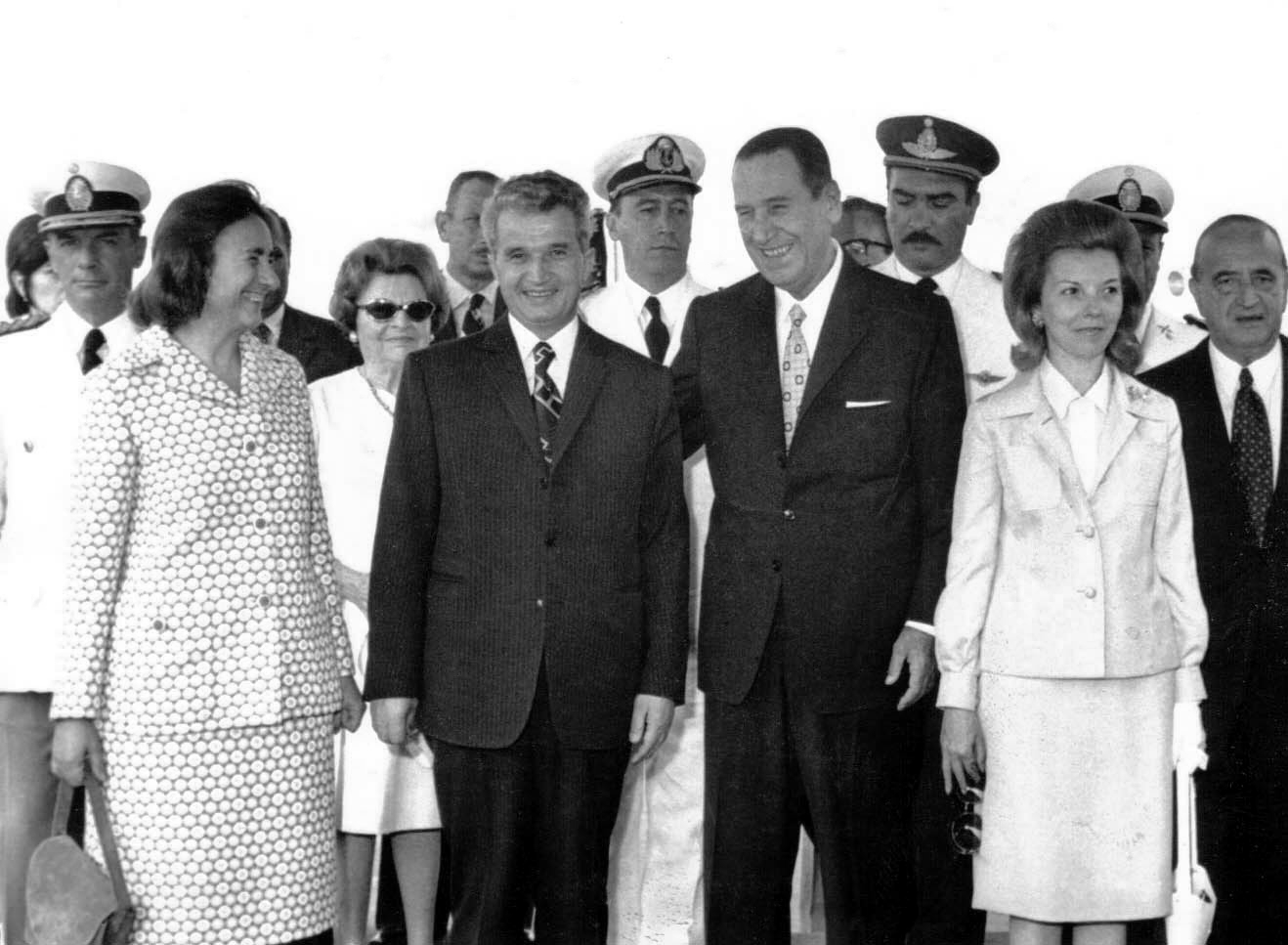
阿根廷布宜諾斯艾利斯，總統胡安·裴隆和副總統伊莎貝爾·裴隆夫妇（1974年）
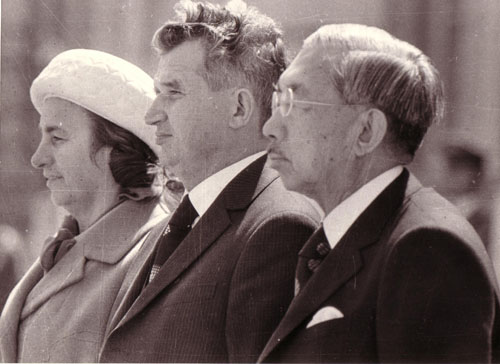
齐奥塞斯库夫妇与日本天皇裕仁在东京（1975年）
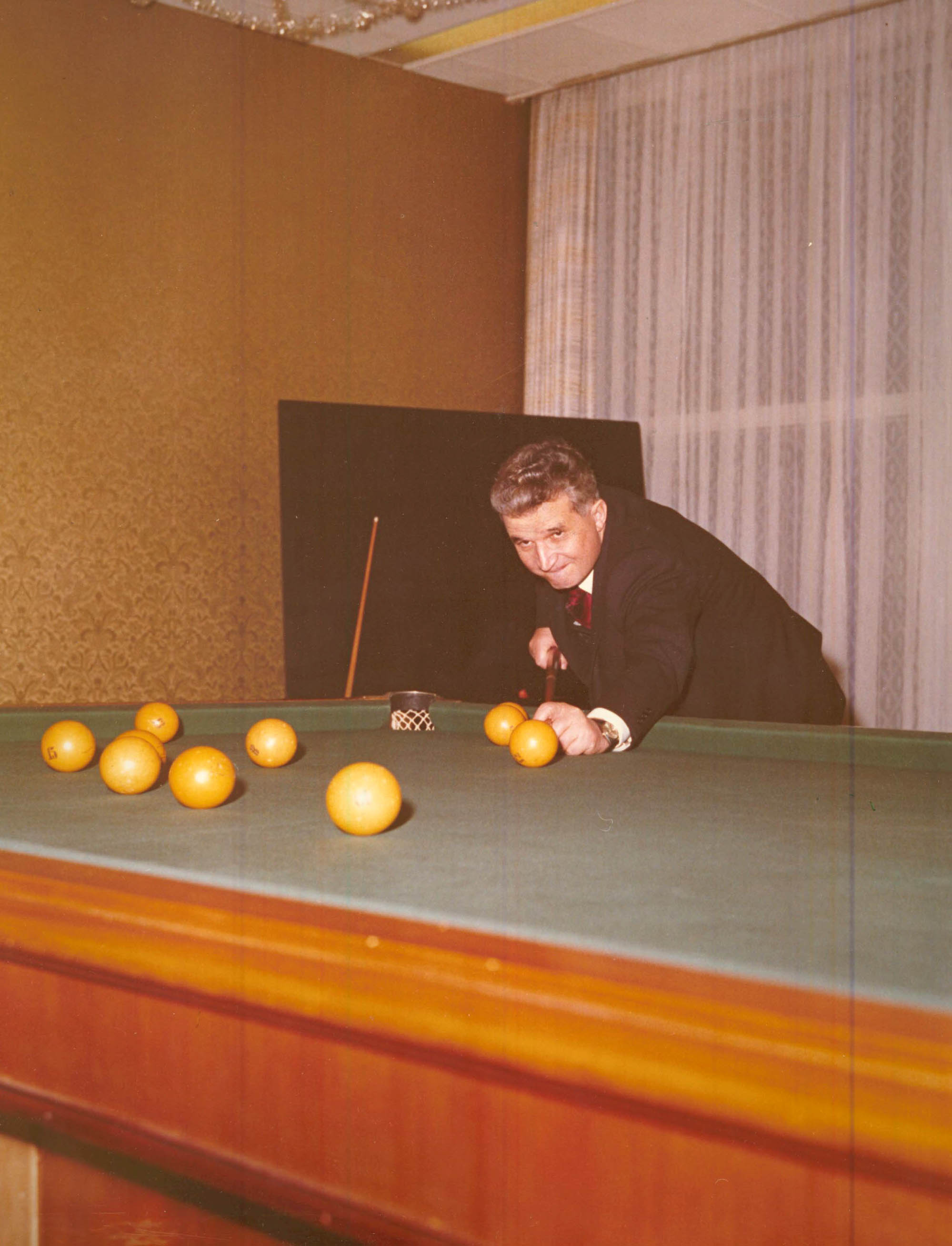
打台球（1976年）
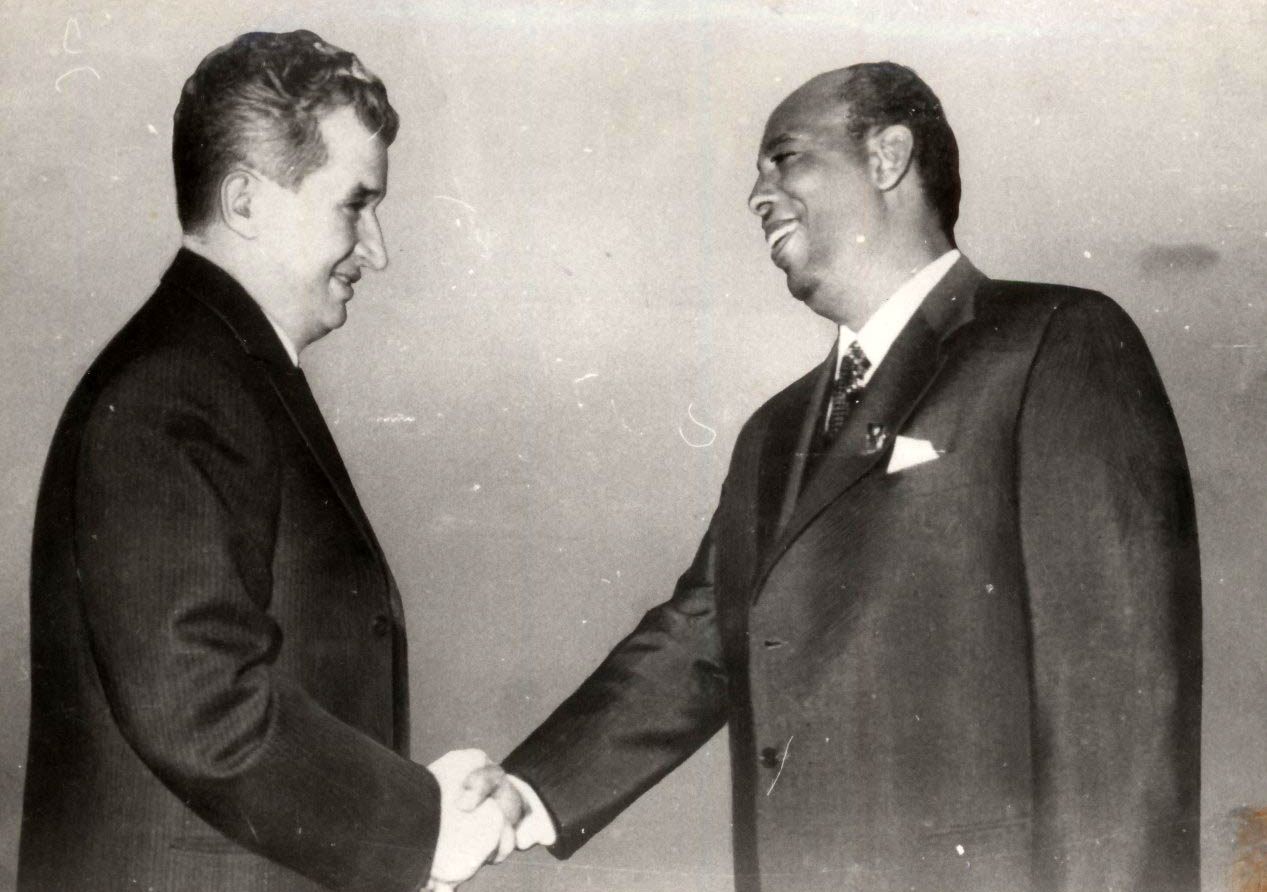
与索马里总统莫哈梅·西亚德·巴雷（1976年3月4日）
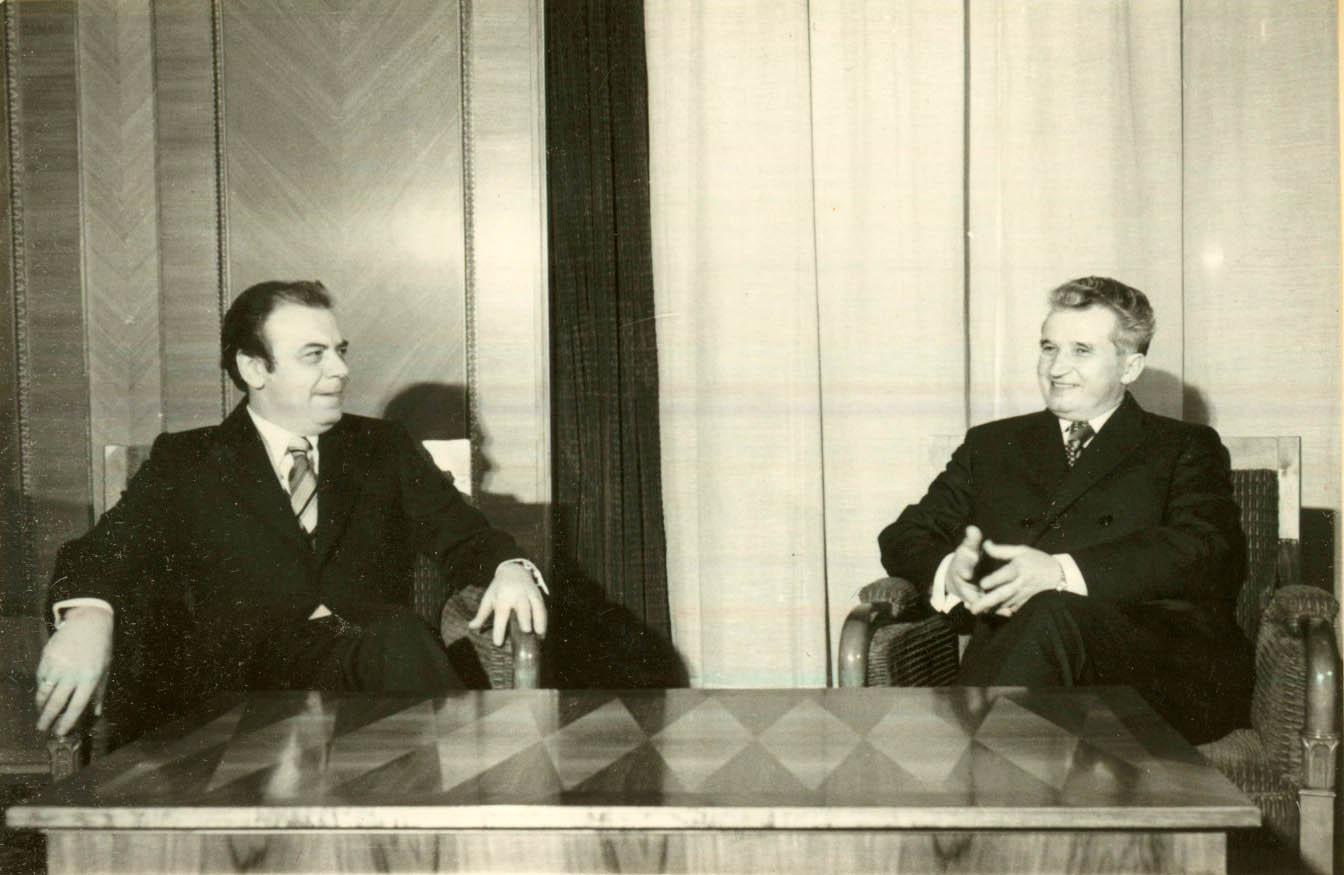
与保加利亚外交部长佩特尔·姆拉德诺夫（1978年2月2日）
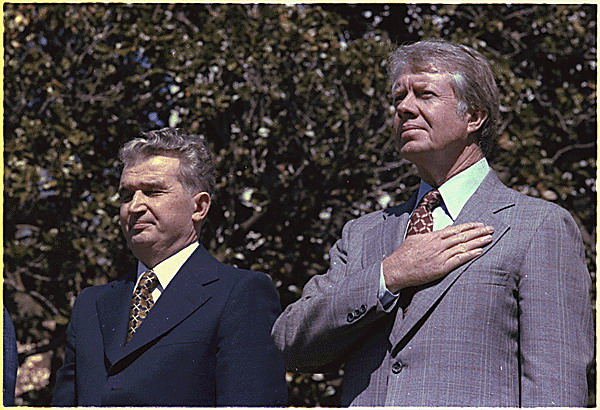
访问美国，与美國總統吉米·卡特見面 （1978年）
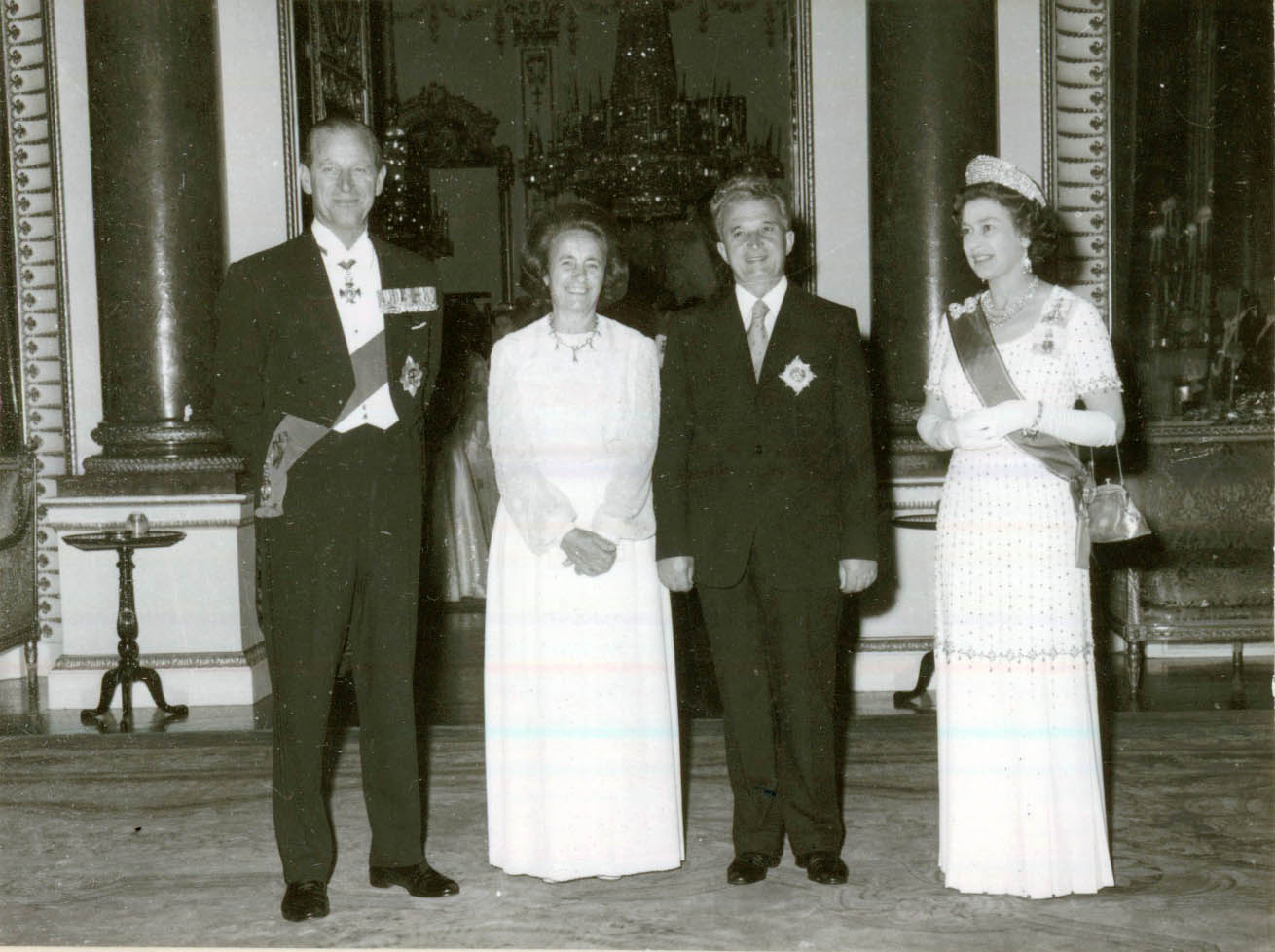
與英國女王伊利沙伯二世合照（1978年）
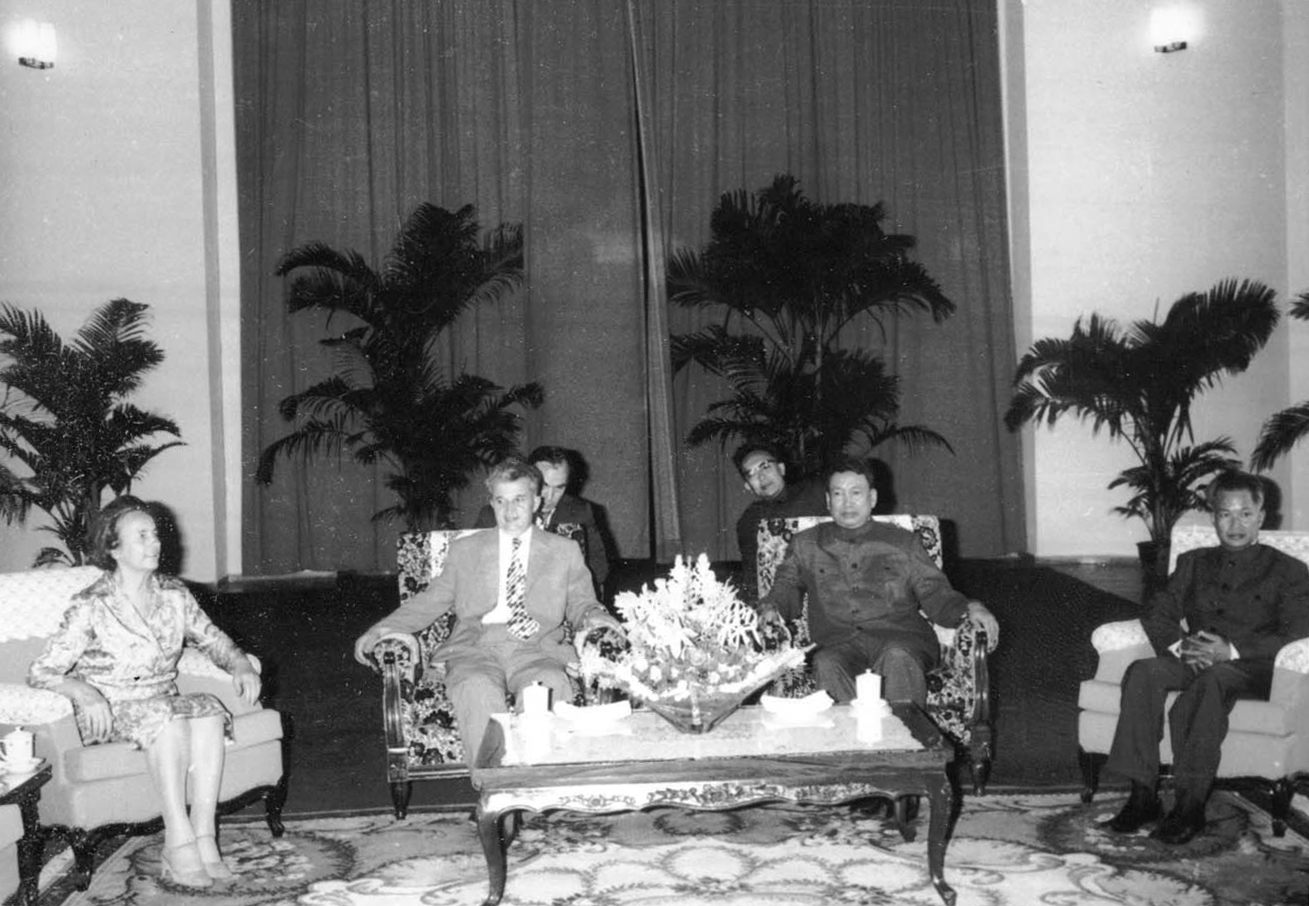
与民主高棉中央委员会总书记波尔布特、乔森潘（1978年）
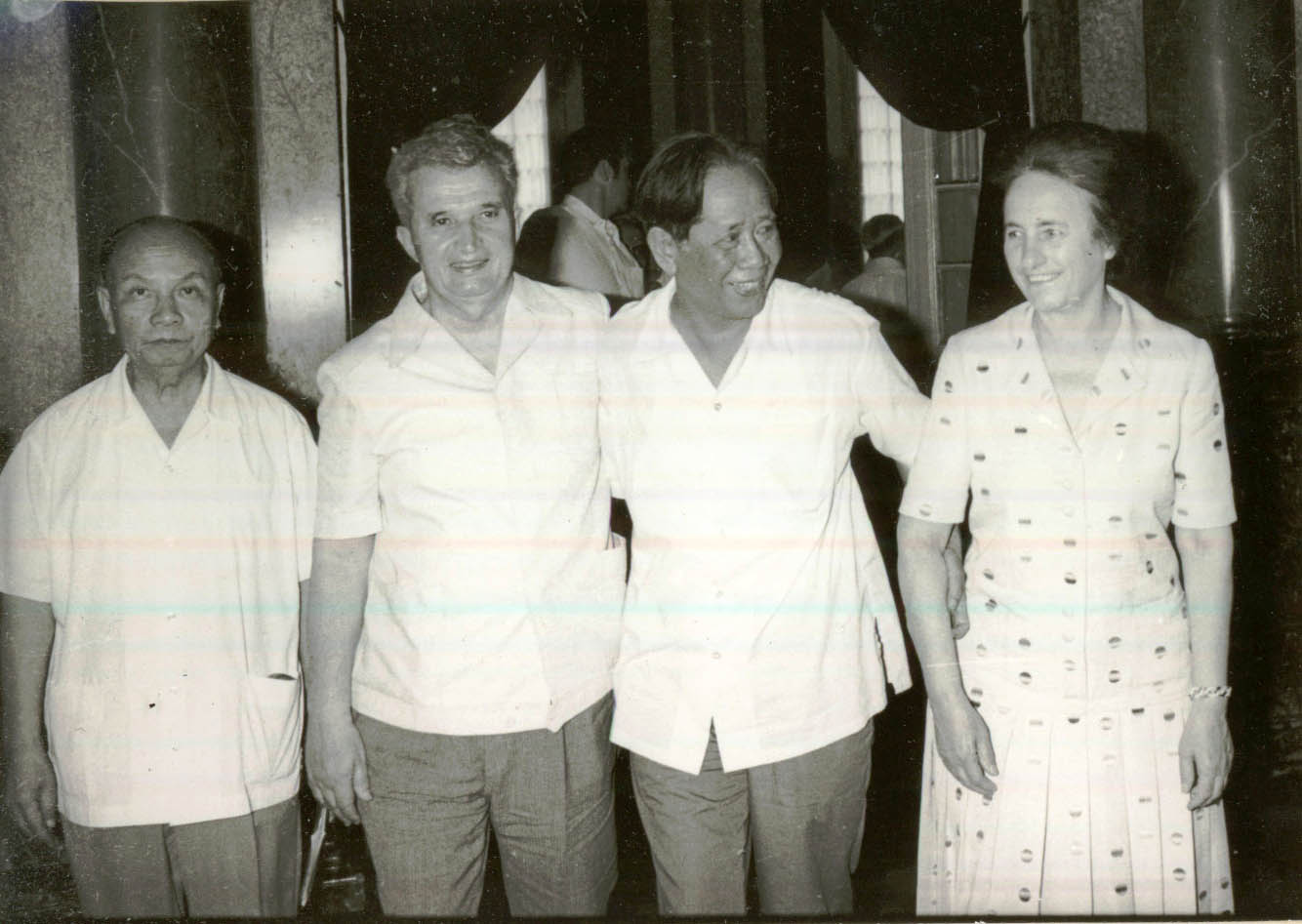
与越南共產黨總書記黎笋、长征（1978年）
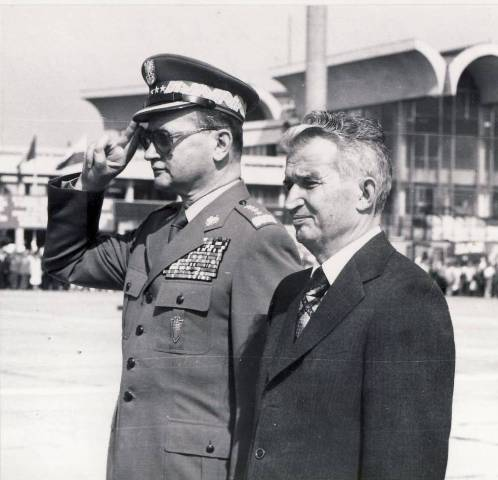
与波兰人民总统雅鲁泽尔斯基（1980年）
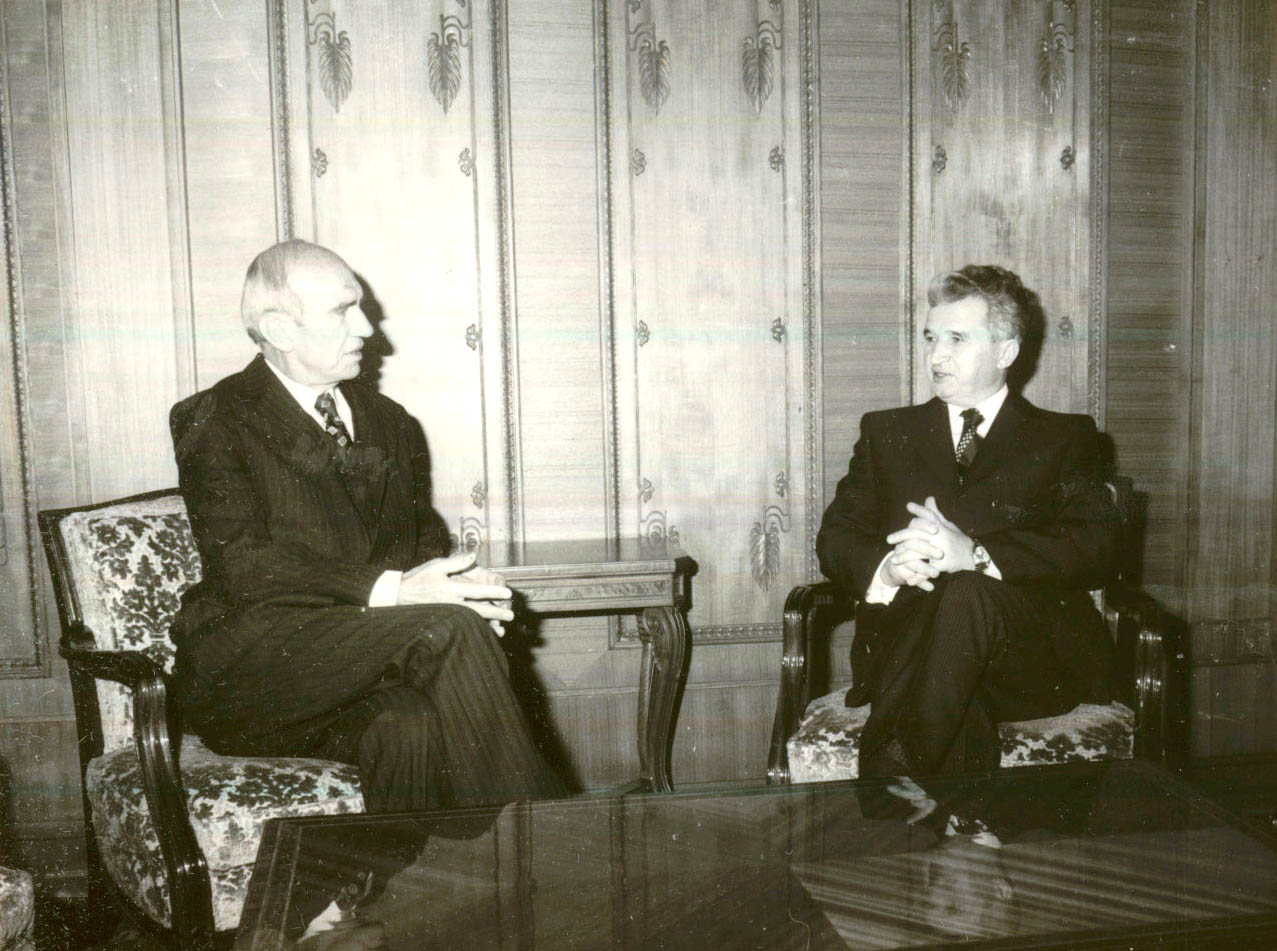
奥地利总统鲁道夫·基希施莱格访问罗马尼亚（1986年）
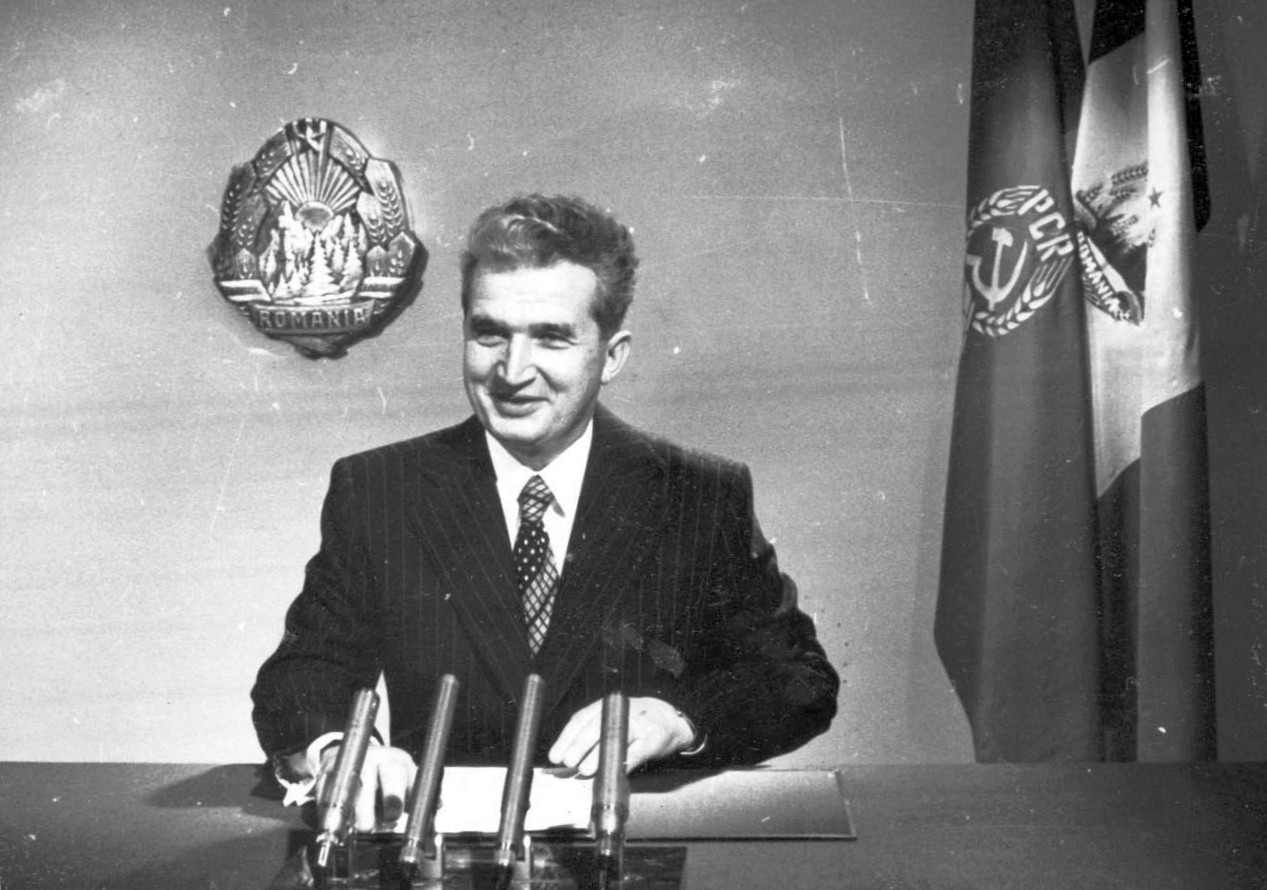
通过电视和广播进行新年致辞（1978年）
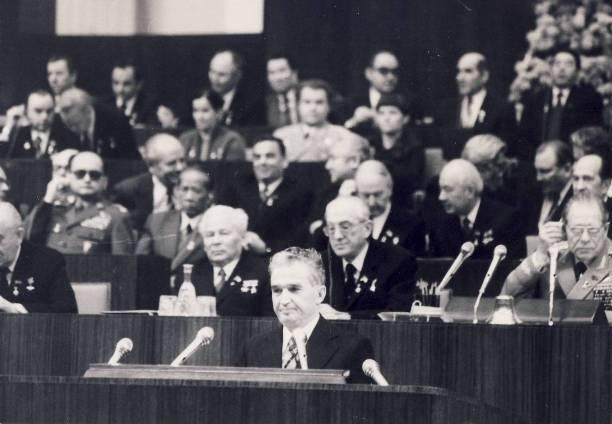
1982年莫斯科发表演讲（苏联成立60周年）
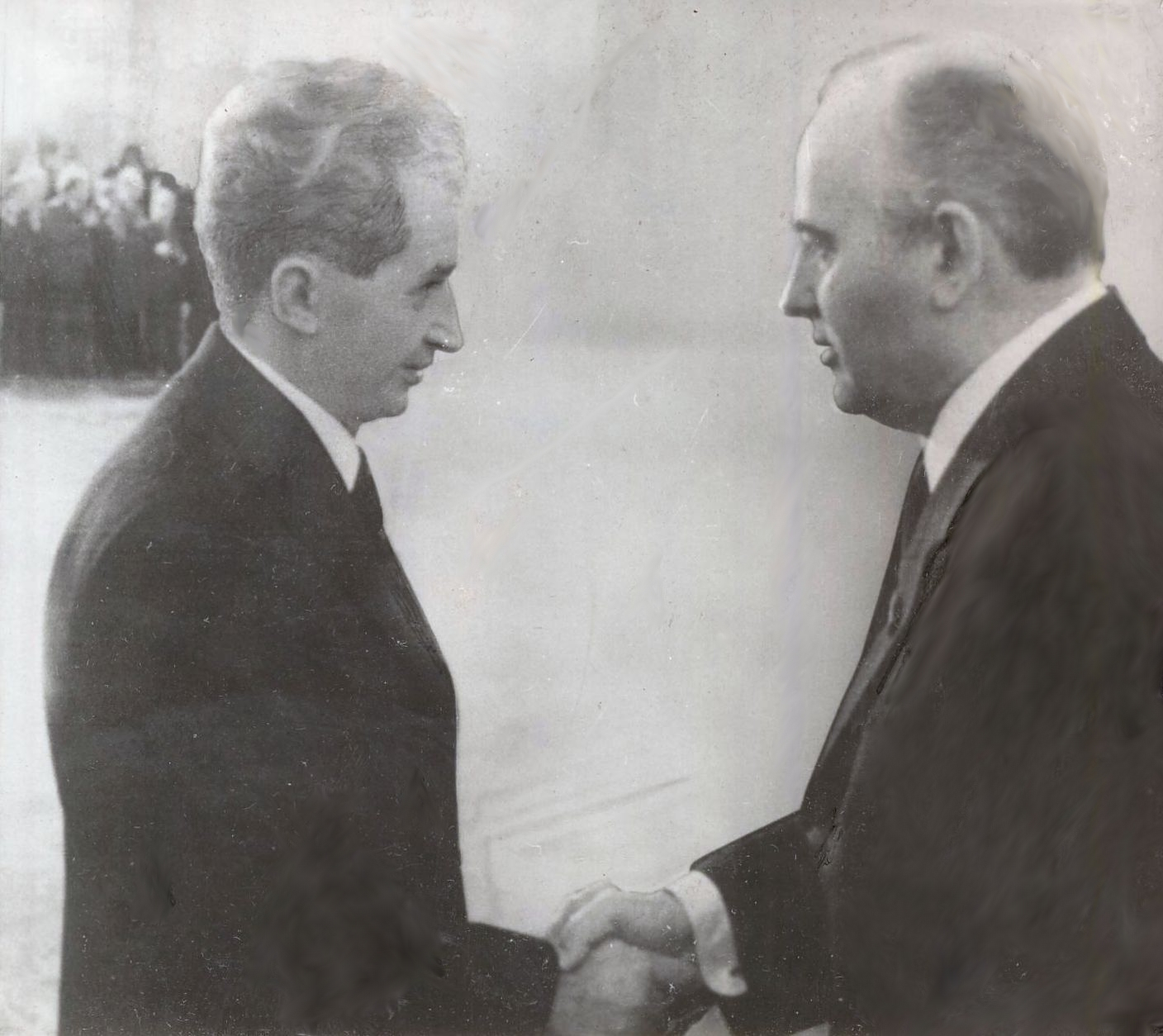
与苏联共产党中央委员会总书记戈尔巴乔夫 （1985年）
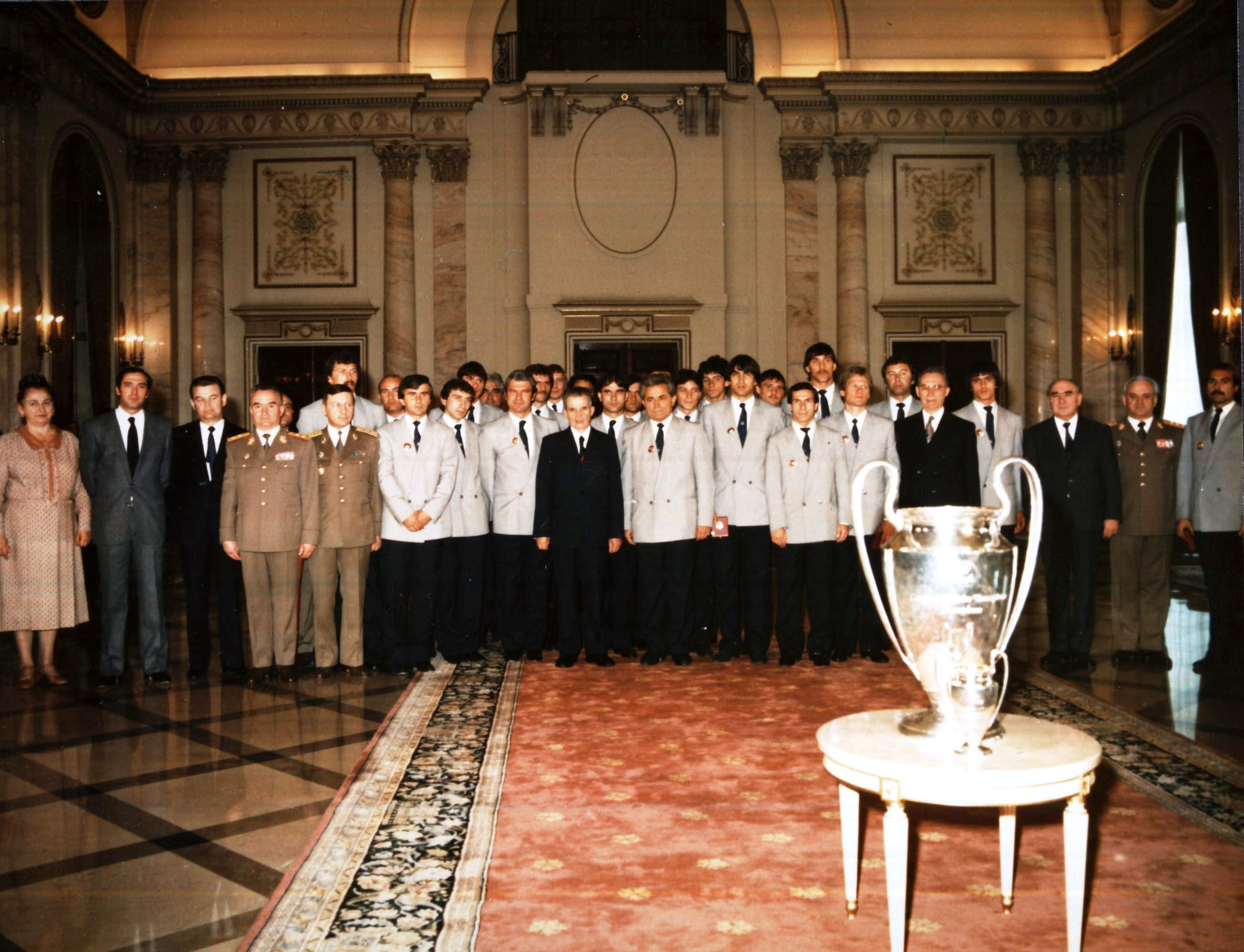
与1986年欧洲冠军杯获胜队布加勒斯特星足球俱乐部队员合影
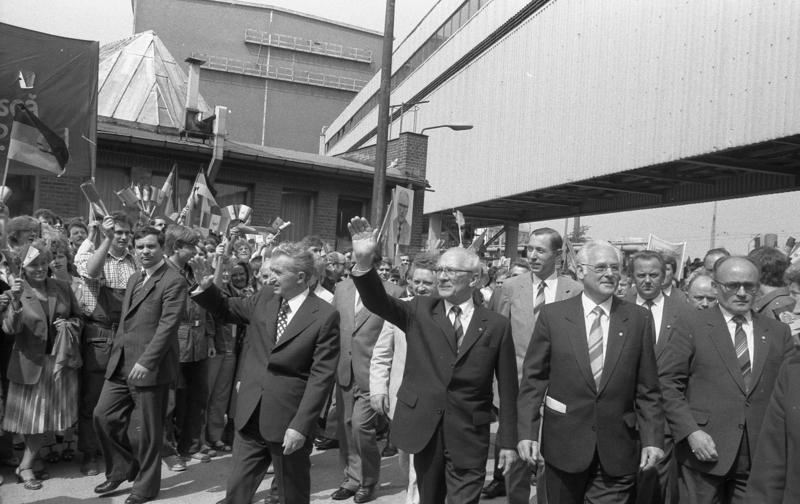
齐奥塞斯库在东柏林 （1988年）
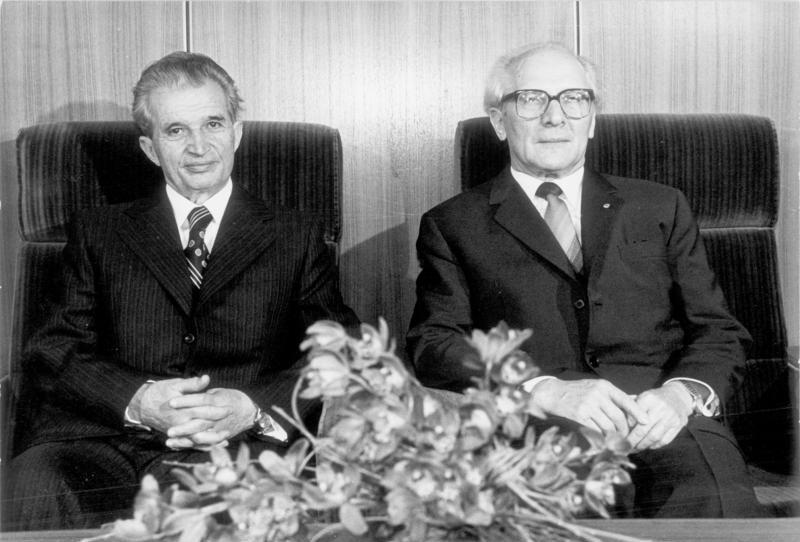
与東德領導人昂纳克（1988年）
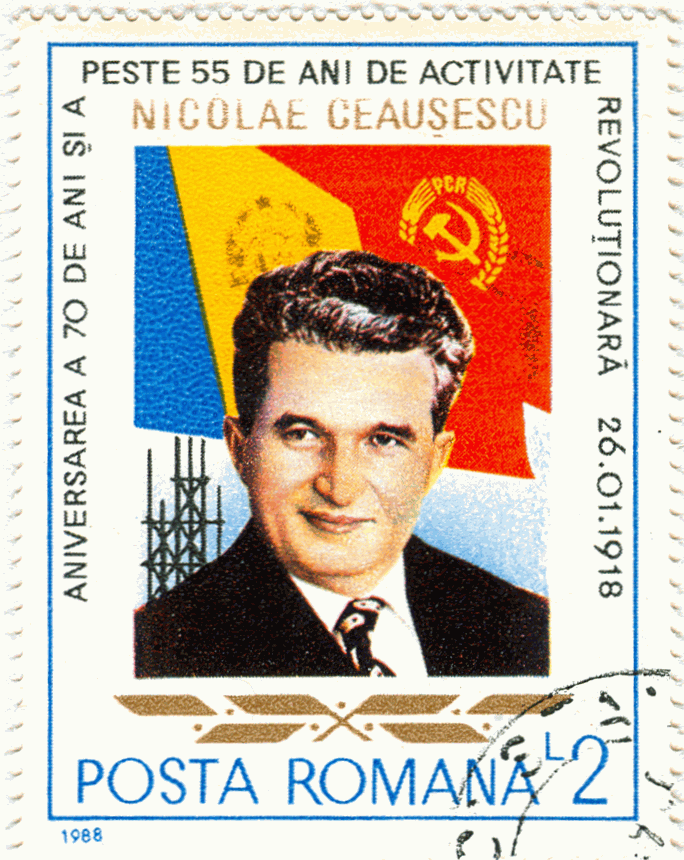
70歲生日發行的罗马尼亚紀念郵票（1988年）